# 明清交替
明清交替（みんしんこうたい）は、それまで中国大陸を支配していた明から、中国東北部に居住していた満洲人の愛新覚羅氏が建国した清への移行を指す。この移行は、17世紀初頭から数十年をかけて行われた。清は、明やその遺臣、そして李自成が率いる順などを打ち破り、辛亥革命によって滅びるまで二百数十年間続く帝国を開闢した。明清交替の他に、明清交代、明末清初（みんまつしんしょ）などの呼称もある。

## 概要
期間
この期間の定義として、以下のように諸説がある。
1. 1622年（天啓2年）の徐鴻儒（中国語版）による白蓮教徒の乱から、1681年（康熙20年）の三藩の乱の終息まで[3]。
2. 16世紀末から17世紀初頭[4]。
3. 清による中国支配の開始（1644年）から鄭氏政権の崩壊（1683年）[5]。

明末の状況

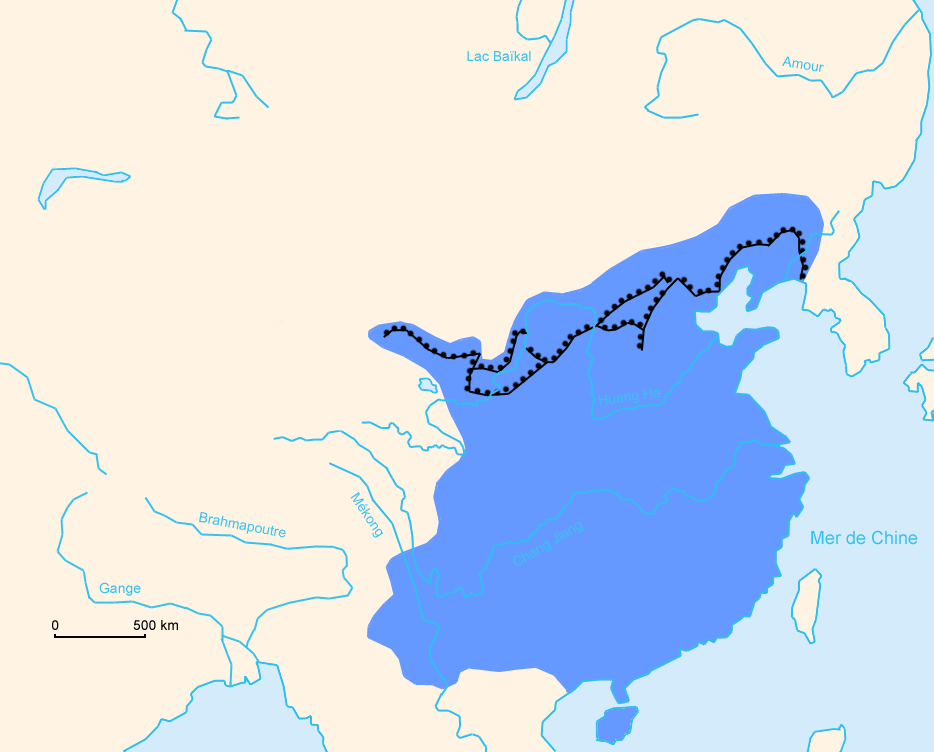
明の版図と長城。今日、万里の長城と呼ばれている長城の大半がこの明代の長城である。

明の没落は、複数の要因が組み合わさって起きた。多発する戦役や政治の腐敗、財政の悪化と重税、疫病の流行があった。さらに混乱を助長したのが全国で発生した農民反乱と、相次ぐ柔弱な皇帝である。明末にあたる17世紀は小氷期であり、明の没落には気候による旱魃や飢饉も影響したという説もある。
政治面では、皇帝の政治への無関心と、官僚・宦官の横暴が続いた。万暦帝は浪費にふけり、万暦の三征と呼ばれる3つの戦乱も財政を圧迫した。次に即位した天啓帝の時代は宦官が権力を握り、政治改革を望む東林党を弾圧した。次の崇禎帝は立て直しをはかったが、すでに農民反乱や女真の侵入が起きており、崇禎帝自身の猜疑心も災いして改革は進まなかった。
軍事面では、通常の異動サイクルに代わって10年から12年という長期間の指揮権を握る将校に支配されるようになり、中央の軍首脳は地方軍に対する支配力を喪失した。特定任地の財政および軍事を監督する総督軍務（最高司令官）が帝国全土に任命され、彼らは自立していった。特に遼東はモンゴルや朝鮮半島に近いため紛争が絶えず、軍勤務と指揮権が世襲化された。民間から募集した者や非漢人の投降者から家丁と呼ばれる私兵が組織され、正規兵よりも家丁が主戦力となった。
経済面では、政府の財政難に加えて、農村と都市の経済格差、富裕層と農民の所得格差が拡大した。財政対策として監税使が各地で鉱山税や商税を取り立て、鉱税の禍と呼ばれる監税使の横暴が民衆の反発を招いて民変と呼ばれる反乱が起きた。兵士への給料の未払いや、駅卒と呼ばれる運送業者の人員削減によって、盗賊や反乱を起こす者が増加していった。農民反乱軍を率いて順を建国した李自成も、駅卒だったとする説がある。
南北の新興勢力
明に対する新興勢力であるヌルハチと鄭芝龍は、当時の東アジアで活発だった貿易で権力を得たという共通点を持っていた。東北部と南海という地域の違いや、薬用人参・貂皮と生糸・銀という商品の違いはありつつも、ともに利益をもとに軍事力をたくわえた。
明を征服することになる清は、女真の有力者ヌルハチ（努爾哈赤）によって基礎が築かれた。明との貿易で勢力を伸ばしたヌルハチは、庇護を受けていた明軍の李成梁が罷免されると明との関係が悪化した。ヌルハチは後金を建国したのち、明に対する反乱を開始する。ヌルハチの後継者ホンタイジ（皇太極）は、漢人の官吏から皇帝に即位するよう助言され、1636年に清朝の成立を宣言する。清の勝利は、明の遼東軍事組織の離脱と漢人亡命者の協力によるところが大きく、満洲軍の役割は限定的であった。
鄭芝龍は内陸から海上貿易へと進出した徽州商人のもとで働き、オランダ東インド会社や日本の朱印船貿易に関わって富を築いた。1628年には明の総兵官・都督になり、台湾海峡から東シナ海の海上を権力下におさめた。鄭芝龍は1000隻の船によって福建最大の船団を持ち、息子の鄭成功は明の側に立って台湾に政権を樹立した。
北京占領（入関）

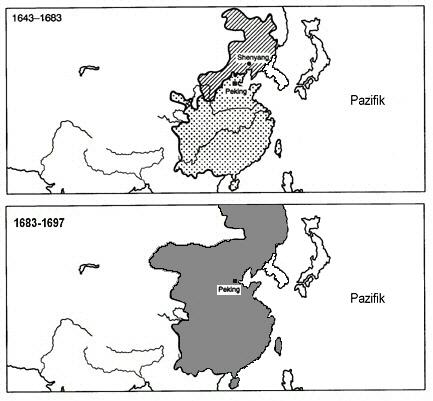
清統治下の地域の変更の地図

1644年には、明の首都北京をめぐって、清軍・明軍・順軍（農民反乱軍）が対峙した。清軍はヌルハチの子である摂政のドルゴン（多爾袞）、明軍は呉三桂将軍、順軍は李自成が率いていた。同年4月24日に李自成が北京を占領した時、すでに明最後の皇帝である崇禎帝は紫禁城の外で自殺していた。呉三桂は清に転向し、ドルゴンは呉三桂軍を加えた清軍で順軍を攻撃し、一片石の戦いに勝利した。ホンタイジを継いだ順治帝が9月に北京に入城し、清は北京を首都として占領政策を進めた。
全土の支配
中国全土が清によって統一されるまでには、約40年の歳月を必要とした。明の勢力は中国南部に南明と総称される亡命政権が数年間踏みとどまり、最終的には清軍に征服された。清は1661年に康熙帝が即位し、明に忠誠を誓う鄭成功は1662年に台湾のオランダの植民者を追い出して、中国再征服を目標とする鄭氏政権を樹立した。康熙帝は鄭氏政権への対策として遷界令を施行して孤立をはかり、1673年に始まった三藩の乱をはじめとする各地の反乱を退けた。鄭氏政権は大陸の反乱が鎮圧されるにつれて台湾に封じ込められ、かつて鄭成功の部下であった施琅に澎湖海戦で敗れた。こうして1680年代に清の支配が確立された。

## 初期の戦役

### 女真の統一
| 国・勢力                 | 指導者   | 状況・目的                                      |
| ------------------------ | -------- | ----------------------------------------------- |
| 建州女真                 | ヌルハチ | マンジュ・グルン（国）を建国。勝利              |
| イェヘ、ウラ、ホィファ等 |          | 女真9ヶ国の連合軍。マンジュ・グルンを攻撃。敗北 |

満洲人（マンジュ）は、元来ジュシェン（女真、または女直）と称していた。女真人は東北部の遼寧、吉林、黒龍江から沿海州、朝鮮半島の東北部に暮らしており、狩猟と騎射に熟練した定住農耕民だった。歩兵が弓矢や刀、槍を扱い、騎兵は後方に控えるというのが軍隊の主な隊形であった。
建州女真の長であるヌルハチは、実際の清の建国よりさかのぼって清朝の創始者とされている。女真は、16世紀の後半から村や一族ごとに争う状況になっており、ヌルハチはこの時期に勢力を拡大した。遼東は永白山（白頭山）付近の薬用人参や、黒龍江以北の貂の毛皮を貿易品にしており、建州女真はこれを独占した。明では遼東総兵官の李成梁が女真人を統制しており、李成梁は遼東の女真人と明が行う貿易も庇護した。ヌルハチは明に対して従順な姿勢を示して李成梁の好意を得て、明との貿易で利益を得た。
建州女真は強大となり、撫順関の東方地域周辺を勢力下に収め、マンジュ・グルン（国）を称した。ヌルハチは明の好意のもとで1589年に都督僉事に任命され、翌年には自ら北京へ赴いて朝貢した。ヌルハチの勢力拡大に脅威を覚えた他の女真人は、イェヘ・ハダ・ウラ・ホイファなどを中心に9ヵ国の連合軍でマンジュ・グルンを襲撃したが、ヌルハチはこれを退けた。

### 後金の建国（1607年）
ヌルハチは諸大臣からゲンギエン・ハン（genggiyen han英明汗）として推戴された。そして国名を、数世紀前に北部中国を支配した女真の王朝である金の後身を意識してアマガ・アイシン・グルン（anaga aisin gurun、後金国）とした。これはおそらく漢人の越境者であるエルデニの助言を得てのものであった。ヌルハチは軍事・行政組織を創設し、これが八旗制度となる。1601年に最小単位であるニルが組織され、そこから大規模化して旗（グサ）になり、1615年までには八旗となった。
ヌルハチによる統合で女真は自立する力を獲得した。しかし、1608年に李成梁が遼東総兵官を解任されると、女真人が独占してきた貿易が減少し、明との関係は悪化した。そして1618年、ヌルハチは明に対する七大恨を天に掲げた。七大恨とは明への大きな恨みを七カ条にしたもので、明がヌルハチの父祖を殺したこと、明がイェヘを助けたことなどが含まれていた。これが事実上の明への宣戦布告とされる。ヌルハチが明に宣戦をした理由としては、(1)明の腐敗と遼東防衛が手薄な点を見抜いた、(2)全女真の統一をほぼ達成した、(3)国土が凶作に見舞われており食料獲得が必要だった、(4)明との貿易停止の影響が深刻だった、などの理由が推測される。

### 撫順攻略（1618年）
| 国・勢力 | 指導者   | 状況・目的                     |
| -------- | -------- | ------------------------------ |
| 後金     | ヌルハチ | 七大恨ののち、撫順を攻撃。勝利 |
| 明       | 李永芳   | 撫順で後金に降伏。敗北         |

ヌルハチは明との戦いを始めるにあたり、明との境界に近い撫順を攻略した。明の将軍李永芳は、後金軍が攻撃するとすぐに降伏して撫順を明け渡し、愛新覚羅氏の王女との結婚と貴族の肩書を与えられた。この時に李永芳と結婚した王女は、ヌルハチ第七子アバタイの娘にあたる。女真の強力な同盟であるフルンは17世紀初めまでにヌルハチの権威を認め始めた。ウラのブジャンタイのように首領が再度独立を主張し戦争となったケースもあるが、建州女真は最終的に全部族を同化した。

### サルフの戦い（1619年）
| 国・勢力 | 指導者                             | 状況・目的                                   |
| -------- | ---------------------------------- | -------------------------------------------- |
| 後金     | ヌルハチ、ダイシャン、ホンタイジ等 | 明の攻撃を防衛。勝利                         |
| 明       | 杜松、馬林、劉綎等                 | 後金を攻撃。後金の首都ヘトゥアラに進軍。敗北 |
| イェヘ   | 金台石                             | 明に協力。敗北                               |
| 朝鮮王朝 | 姜弘立                             | 明に協力。敗北                               |

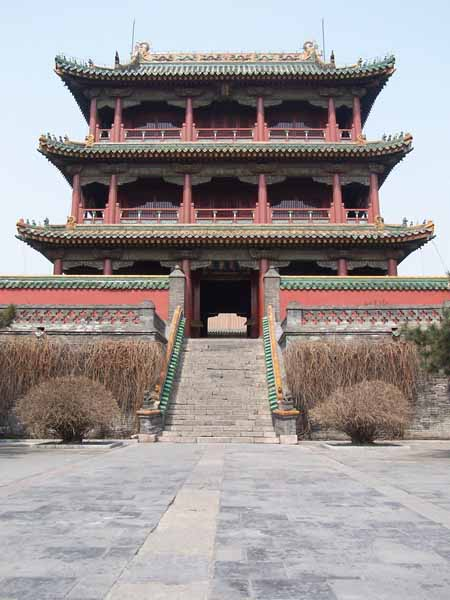
後金時代の首都、盛京（瀋陽故宮）の鳳凰楼。ホンタイジの時代に完成した

ヌルハチ時代の重要な戦闘にサルフの戦いがある。撫順の陥落を知った明政府は衝撃を受け、ヌルハチに対して大軍を派遣した。装備と数で勝る明軍はヌルハチの居城ヘトゥアラへ進軍し、ヌルハチは野戦に打って出た。後金軍は4路に分かれていた明軍を1つずつ攻撃し、5日間の激戦で明軍を破った。イェヘ支族は、金台石のもとで明軍に協力したが、金台石はサルフの戦いで敗れて1619年に死去した。日本海沿岸に住み毛皮をとって生活していた野人女真のワルカ（瓦爾喀）の人々も、1599年から1641年まで支配された。
ヌルハチはサルフに居城を築いたあと、遼東の平野に進出する。1621年の夏までに、遼東半島にある明の要塞都市である瀋陽と遼陽は、明内部の裏切りや離反が起きて後金の手に渡った。ヌルハチは瀋陽を後金の首都として宮殿を建設して、瀋陽はムクデン・ホトン（mukden hoton、盛京）と呼ばれた。
後金の占領政策
後金が新たに支配した地域は漢人の社会であり、ヌルハチは漢人の武臣や商人に遊撃と都司の職を与えて行政を任せた。税制では、銀で納税する明の一条鞭法に代わり、満洲人の習慣である現物納税を命じた。役人の監視のもとで市場を開き、満洲人が漢人を圧迫しないように公定価格を定めて、八旗の兵士には物資の購入用に銀を持たせて強奪を防ごうとした。工業面では陶工などの職人を奨励し、武器職人を集団化して製品を買い取った。満洲人は遼東への移住を始め、後金は漢人の土地を没収して満洲人に渡し、満洲人は八旗として与えられた土地（旗地）を運営した。漢人には辮髪の風習を義務づけて満洲人とともに居住させたため、満洲人と漢人の間でトラブルも起き、後金はときに漢人の弾圧も行った。
満洲人は明全土を征服するには少なすぎたが、モンゴル人を取り込んで蒙古八旗を創設した。さらに満洲人は捕えたり投降した漢兵を取り込むために漢軍八旗を創設して、満洲人による本来の八旗は満洲八旗と呼んだ。漢人（ニカン）旗は黒色の旗を用い、ヌルハチは八旗以外の漢人兵にも守られていた。1618年から1631年まで満洲人は漢人亡命者を受け入れ、その子孫は漢軍八旗となり、戦死者は追悼された。

### 寧遠の戦い・ヌルハチの死（1626年）
| 国・勢力 | 指導者   | 状況・目的                         |
| -------- | -------- | ---------------------------------- |
| 後金     | ヌルハチ | 寧遠を攻撃。敗北                   |
| 明       | 袁崇煥   | 寧遠城を指揮して後金から防衛。勝利 |

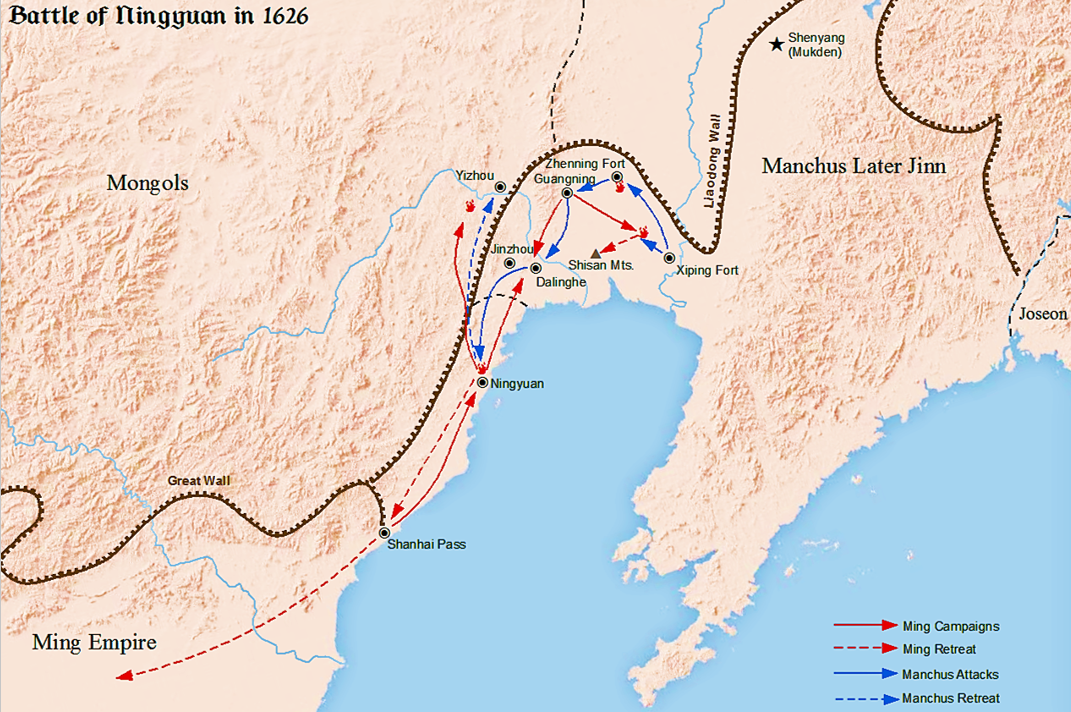
明と後金の間で戦われた、寧遠の戦い

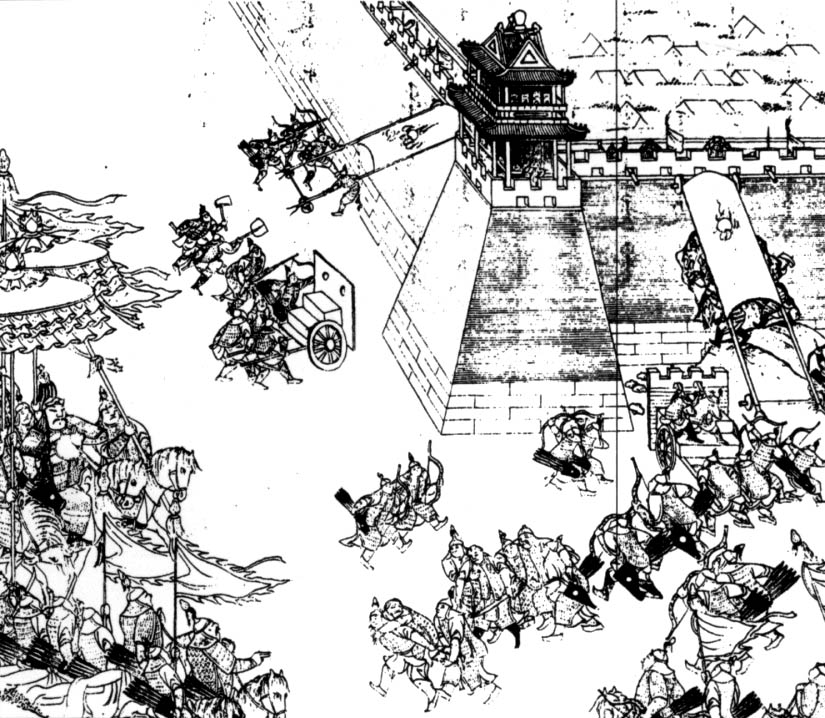
寧遠の戦いでヌルハチは敗れた。これが初の敗北ともいわれる

後金は寧遠の戦いで明に敗れた。明の袁崇煥将軍は寧遠城を防衛し、攻略に失敗したヌルハチは退却した。ヌルハチは25歳から連戦連勝だったが、寧遠城だけを降せずにうらみをのんで帰ったと『太祖実録』に記されている。ヌルハチは同年8月に死亡し、寧遠の戦いの負傷が死因になったという説もある。ヌルハチは生前に後継者を指名しなかったため、国政の最高機関である4人のベイレ（貝勒）は、ヌルハチの第8子ホンタイジを後継者に決定した。後金は明と平和交渉を行い、後金の敗北に対する明の積極的な対応を遅らせ、袁崇煥は国境の要塞化とマスケット銃兵（鳥銃兵）の訓練に忙殺された。ヌルハチの跡を継いだホンタイジは、ハンとしての立場を強固にする勝利を熱望していたが、袁崇煥はホンタイジからも寧遠城と錦州城を守った。

### 第一次朝鮮戦役（1627年）
| 国・勢力 | 指導者                       | 状況・目的             |
| -------- | ---------------------------- | ---------------------- |
| 後金     | アミン、ジルガラン、アジゲ等 | 朝鮮王朝を攻撃。勝利   |
| 朝鮮王朝 | 仁祖、李立等                 | 後金の攻撃を防衛。敗北 |
| 明       | 毛文龍                       | 朝鮮王朝に協力。敗北   |

後金は明からの物資を輸入できないため食糧難となり、ホンタイジは資源を得るために姜弘立と李永芳の案内で朝鮮王朝を攻撃した。後金軍は3万の部隊と、アミン（阿敏）、弟のアジゲ（阿済格）、ヌルハチの弟の息子であるジルガラン（済爾哈朗）、ヌルハチの孫であるヨト（岳託）を派遣した。後金は国境の要塞で厳しい抵抗にあったこれを破り、明の武将毛文龍が駐屯する義州に進軍し、毛は従兵と渤海に逃げた。次に後金は安州市を攻撃し、安州の防衛部隊は敗戦が明らかになると、火薬庫を爆破して自殺した。平壌は戦わずして陥落し、後金軍は大同江を渡った。朝鮮王朝の王である仁祖は漢城から江華島に逃げ、講和を交渉する代表を派遣した。後金と朝鮮王朝は和議を結び、後金は朝鮮王朝に対して交易場の設置や礼物の献上を求め、物資不足が解消された。逃亡した毛文龍は椵島（皮島）で勢力を保ち、明と朝鮮に物資を求めたり商税を集めて繁栄したが、後金と協力しようとして明に誘殺された。

### 蒙古戦役（1628年-1635年）
| 国・勢力 | 指導者           | 状況・目的                   |
| -------- | ---------------- | ---------------------------- |
| 後金     | ホンタイジ       | 北元を攻撃。勝利             |
| 北元     | リンダン・ハーン | リンダン・ハーンは病死し敗北 |

後金に隣接していたモンゴルの部族ホルチン（科爾沁）は、1625年に同じくモンゴル部族のハルハ（喀爾喀）とチャハル（察哈爾）に貴族7人を殺され、防衛のために1626年にヌルハチと連合した。チャハルは1628年と1635年にドルゴンによる戦闘に参加した。1632年のチャハルに対する遠征は、張家口に交易場所を設けることを命じたものであった。1634年にホンタイジは明と連合した北元のハーンであるリンダン・ハーンの軍勢を破り、北元の支配を終焉させた。南蒙古の遊牧民への勝利によって、後金は膨大な馬を献上させる一方で、明に対する馬の提供を封じた。そして元の後継者として自身を位置付けたホンタイジは、リンダン・ハーンが所有していた「大元伝国の璽」と呼ばれる玉璽も手に入れた。この玉璽はモンゴルのハーンのシンボルであり、ホンタイジは東アジアの支配権を得たとされた。

### 後金による北京攻撃（1629年）

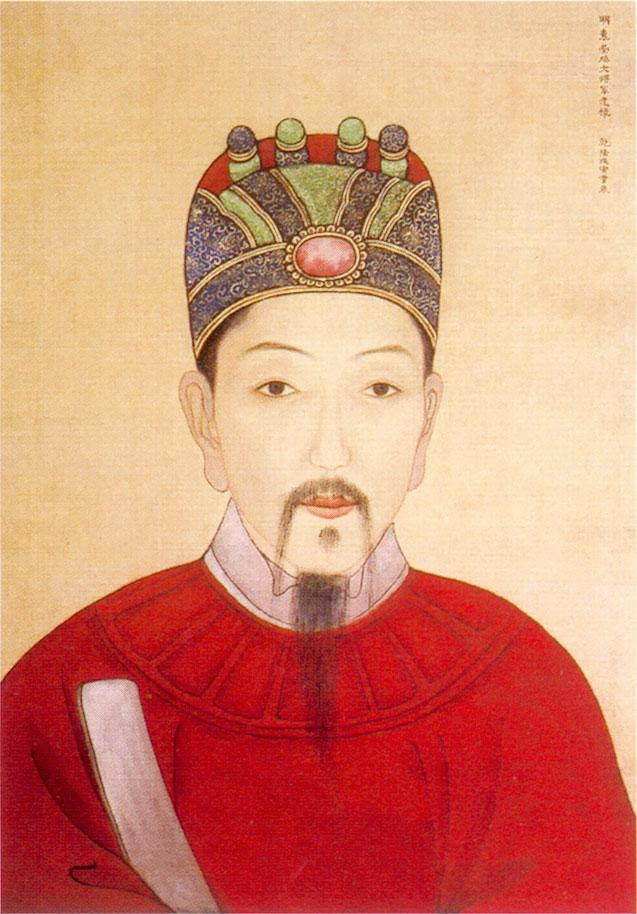
文官出身の明の名将・袁崇煥。ヌルハチやホンタイジと戦った経験をもつが、崇禎帝に疑われて死罪となった

ホンタイジは北京攻略をはかり、モンゴルの協力を得て承徳方面から万里の長城を越えた。袁崇煥は救援のために北京に急行したが、崇禎帝は彼が後金に通じていると疑い、袁崇煥を死罪にした。袁崇煥が疑われたのはホンタイジの計略によるもので、名将の死は明の滅亡を早める結果となる。明の有能な司令官は、のちにほとんどが後金の忠実な従者となった。

### 明の反乱
| 国・勢力         | 指導者         | 状況・目的                                             |
| ---------------- | -------------- | ------------------------------------------------------ |
| 白蓮教（聞香教） | 徐鴻儒         | 明に対する反乱。徐鴻儒は中興福烈帝を自称               |
| 農民反乱軍       | 王嘉胤         | 明に対する反乱                                         |
| 農民反乱軍       | 李自成         | 明に対する反乱                                         |
| 農民反乱軍       | 張献忠         | 明に対する反乱                                         |
| 反乱軍           | 孔有徳、耿仲明 | 明の兵を率いて反乱を起こす（呉橋兵変）。のちに清に合流 |
| 明               | 洪承疇         | 反乱の鎮圧にあたる                                     |

1621年に少数民族の彝族が四川で反乱を起こし、明は1629年に鎮圧した。1618年に後金対策として重税が課せられ、民衆の間では腐敗した官僚、郷紳、軍隊に対する不満が高まった。明末には白蓮教をはじめとして新興宗教が相次いで創設され、この世の終末を告げる末劫説や救世主出現を告げる説が流行した。1622年には、白蓮教徒だった徐鴻儒が聞香教と呼ばれる教団を指導して、中興福烈帝を名乗って反乱を起こした。徐鴻儒は山東省の運河沿いを拠点に活動し、首領は多くがあだ名を持ち、一丈青、黒旋風、混江龍など『水滸伝』の登場人物名を使う者もいた。反乱軍は子供にいたるまで一人として投降せず、徐鴻儒は捕らえられて鎮圧された。
1627年と28年に陝西省で干害が起き、飢餓に襲われた農民は反乱を起こした。1628年7月の王嘉胤が起こした反乱が陝西各地に拡大し、李自成や張献忠らも反乱に加わった。給与の支払いが滞っていた兵士や駅卒も反乱に加わり、1630年代には大規模な反乱が山西省、河南省、湖広行省、安徽省、四川省へと拡大した。
1631年には孔有徳と耿仲明による呉橋兵変が起こった。兵士たちは、補給物資と賃金が不足していたために明に対して反乱を起こした。彼らはその後、渤海を渡って後金に帰順し、広鹿島からは尚可喜が帰順した。孔有徳や尚可喜の軍はホンタイジが欲していた西洋式の大砲を装備しており、ホンタイジは孔有徳に恭順王、耿仲明に懐順王、尚可喜に平南王の称号を与えて皇族として待遇し、のちに3人が治める地を三藩と呼んだ。

## 新秩序の構築

### 清の建国（1636年）
ホンタイジは明の征服に前向きではなかった。しかし范文程をはじめとする漢人の官吏は、皇帝であることを宣言し明の領地を奪取するよう助言した。ホンタイジは助言を受け入れて、1636年5月14日に国号を後金から大清に変更し、儒教式の式典で皇帝に即位した。ホンタイジはモンゴルで大元伝国の玉璽を手に入れており、満洲人のハンのみならず、モンゴル人や漢人を含む三民族の君主となった。
ホンタイジは漢人の社会的地位や生活水準を改善した。奴隷となっていた漢人の一部を解放し、漢人の学術官吏を新規雇用する科挙を行い、法律には明の制度を採用した。行政組織も明を参考にして設立され、中央官庁の各部の長官（承政）以下のポストには満洲人・モンゴル人・漢人それぞれに民族別の定員を定めた。漢人の官吏が統治する漢人の軍事自治区を形成して、満洲人の不法侵入を禁じた。明の司令官の降伏を歓迎し、並んで食事をするなど明の皇帝であれば不可能な関係を構築した。これに対してアミン率いる満洲人は、乾安と永平（現在の盧竜県）の人々を虐殺し、ホンタイジに不満を表明した。ホンタイジはアミンを収監することで応え、アミンは獄死した。
のちにホンタイジが明の投降者である洪承疇を寛大に扱った時には、満洲人の軍人から不満が上がった。ホンタイジは軍人たちに「道ゆく人にたとえれば、君らはみな盲人のようなものだ、いま道案内を得たのだから、どうして喜ばずにおられよう」と言ったとされる。ホンタイジはこのように説明して、漢人の手助けが必要であることを認めさせた。

### 民族間の通婚
1644年以前から漢人と満洲人は婚姻の伝統があり、遼東半島の国境地帯の漢人兵は、しばしば漢人以外と結婚した。満洲人は移住した漢人兵を受け入れて同化し、遼東半島出身の漢人兵は、満洲式の名前を使用した。ヌルハチの部下のダハイは、その一人であったかもしれない。
初期の清は、帰順した漢人と満洲人の結婚を支援した。満洲に亡命した漢人の将軍は、しばしば王族のアイシンギョロ家の女性と結婚した。満洲人のアイシンギョロ家の王女も漢人官吏の息子と結婚した。ヌルハチは、撫順で投降した李永芳の孫と結婚した。他のアイシンギョロ家の女性は、漢人の耿継茂将軍や尚可喜将軍、呉三桂将軍の息子と結婚した。
帰順した漢人の兵士は、しばしば王族以外の満洲人と結婚した。1632年には、満漢の融和を奨励するために1000組を数える漢人の将軍や官吏と満洲人の女性の結婚が克勤郡王ヨト（岳托）とホンタイジにより準備された。この政策は1644年の侵攻以前に始まり侵攻後も続けられた。順治帝は1648年の布告で、漢人が許可を得たうえで旗人の満洲人の娘と結婚することを認めた。この布告は摂政のドルゴンにより考案された。
清王女の夫にはホショイ・エフ（和碩額駙）という称号が与えられた。三藩の一人の耿仲明の息子である耿継茂は、息子の耿精忠と耿昭忠兄弟を順治帝の宮廷に仕えさせた。耿精忠はホンタイジの長男ホーゲの娘と結婚し、耿昭忠はアバタイの孫娘と結婚し、耿継茂自身もアイシンギョロ家の娘と結婚した。アイシンギョロ家の安親王ヨロの娘の和碩柔嘉公主は、耿継茂の別の息子の耿聚忠と結婚した。
ドルゴンは、清に帰順した漢人の官吏馮銓を満洲人の女性と結婚させた。馮銓は満洲人の辮髪が漢人に施行される前に意図的に辮髪を採用し、満洲語を学んだ。アイシンギョロ家の女性は、帰順したモンゴル人に求婚される場合もあった。通婚は康熙帝の時代にも続き、康熙帝の四女の和碩愨靖公主は、漢人孫思克の息子の孫承恩と結婚した。

### 多民族軍の構築

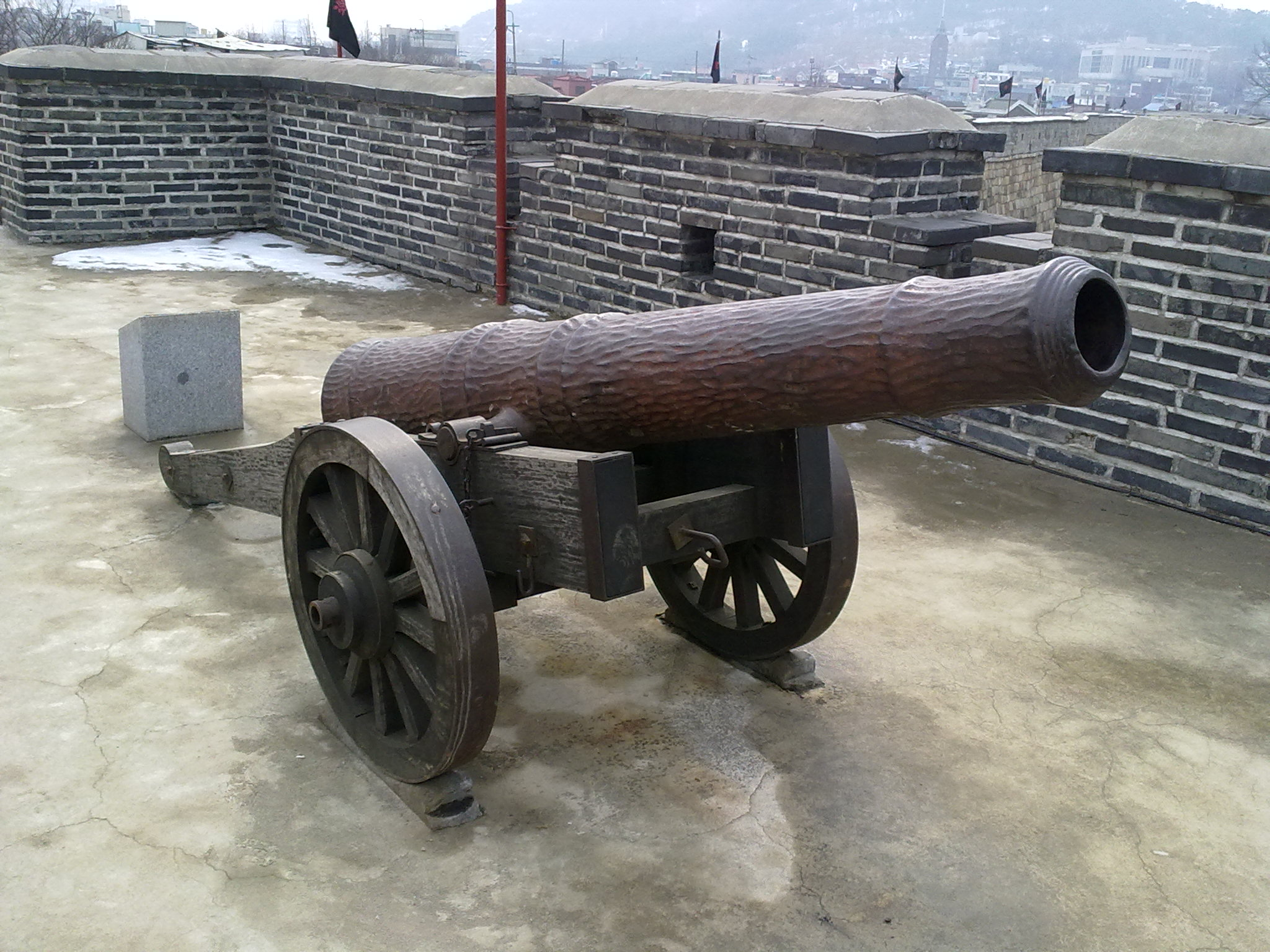
紅夷砲の複製品

清の統一を可能にしたのは、満洲人が少数派である多民族軍であった。清は明軍からの亡命者を得るために、満洲人が軍事能力に優れていることを宣伝した。清に投降した明の将校は階級の保持が認められ、貴族の地位や銀、馬、官職も与えられた。李永芳が降伏した時は明よりも高い地位を与えられ、家臣として自軍を保持することも認められた。孔有徳や尚可喜、耿仲明も自軍の保持を認められた。貴族の地位と軍事階級や銀、馬、官職が、長寸任や孫定遼、劉武元、劉良臣、祖沢洪、祖沢溥、祖可法、祖沢潤のような投降者に与えられた。投降した他の漢人将校には、馬光遠や呉汝玠、祖大寿、全節、祖沢洪、祖沢溥、祖沢潤、鄧常春、王世選、劉武元、祖可法、張存仁、孟喬芳、孫定遼がいた。
こうして多くの漢人が清に帰順し、1644年に明を攻撃した軍は、漢軍八旗・蒙古八旗・満洲八旗をともなう多民族編成だった。政治的な壁は民族性ではなく、八旗に属さない漢人と漢軍八旗や、選民と庶民の間にあった。マスケット銃や大砲のような火薬兵器は、漢軍八旗が主に使用した。八旗の中では漢軍八旗が75%を占めるようになり、満洲八旗は1648年にはわずか16%と少数派であったが、八旗制の中では高い地位にあった。

## 万里の長城への進軍

### 丙子戦争（1636年）
| 国・勢力 | 指導者                                         | 状況・目的                           |
| -------- | ---------------------------------------------- | ------------------------------------ |
| 清       | ホンタイジ、ドルゴン、孔有徳、耿仲明、尚可喜等 | 朝鮮王朝を従属させるために攻撃。勝利 |
| 朝鮮王朝 | 仁祖、金自點等                                 | 明の冊封国として清に抵抗。敗北       |

明との騒乱が後金に経済的困窮と飢餓をもたらしたために、後金は朝鮮に国境近くの市場を開放させた。朝鮮も後金にワルカの宗主権を移管させた。馬100頭と虎100頭と豹の毛皮、綿400反、布15000切れが朝鮮王朝からホンタイジに贈られ、仁祖の兄弟が贈呈の使者となった。しかしホンタイジは、使者が拝礼を拒んだと手紙で不満を述べた。また、朝鮮の商人と市場は明との交易を続けて明の臣民を援助したため、ホンタイジは厳しく非難し、朝鮮の食糧は臣民にのみ与えられるべきだと言った。後金の時代から朝鮮は兄弟関係となっていたが、朝鮮としては明と冊封国の関係にあるために朝貢をする対象は明であり、女真を夷狄とみなしていた。そのためホンタイジは、清の建国後にみずから朝鮮に進軍した。
1636年12月9日、ホンタイジは朝鮮に対して満洲八旗・蒙古八旗・漢軍八旗を率いた。漢人の支援は、陸の砲兵隊と海の分遣隊だった。明から帰順した孔有徳は江華島と椵島の攻撃に参加し、耿仲明と尚可喜も役割を果たした。清軍の勝利によって、朝鮮は清と君臣関係を結ぶことになった。明との国交を断つことや、清への朝貢、王子を人質として瀋陽に置くことなどが定められた。朝鮮は数名の王女を妾としてドルゴンに与えることを余儀なくされた。1650年にドルゴンは朝鮮の義順公主と結婚した。王女の朝鮮名は義順で、李愷胤の娘であった。侵攻中に多くの朝鮮女性が清軍の手でさらわれ強姦され、身代金を払って受け戻されたのちに清から解放されたが、家族からは歓迎されなかった。

### アムール流域の諸部族に対する戦役（1631年-1640年）
| 国・勢力             | 指導者     | 状況・目的                           |
| -------------------- | ---------- | ------------------------------------ |
| 清                   | ホンタイジ | エヴェンキとダウールの連合に勝利     |
| エヴェンキ、ダウール | ボムボゴル | エヴェンキとダウールの連合。清に敗北 |

ヌルハチの時代、ナナイの中でも最も南にいたフルカという集団はソソクという人物に率いられて女真に敵対したが、1631年にホンタイジに降伏した。清は征服されたアムール流域の諸部族に対し、男性の頭部の前面を剃ることを強制した。諸部族はもともと後頭部を辮髪にしていたが、清に命ぜられるまでは前頭部は剃らなかった。1640年、清はボムボゴルが率いるツングース系のエヴェンキ・モンゴル系のダウールの連合軍を破った。ボムボゴルは斬首され、清軍はエヴェンキの生存者を八旗に吸収した。こうしてアムール流域の諸部族は八旗に編入された。清は満洲の王女を服属したアムール諸部族の族長と結婚させた。

### 遼西戦役（1638年-1642年）
| 国・勢力 | 指導者                   | 状況・目的                         |
| -------- | ------------------------ | ---------------------------------- |
| 清       | ホンタイジ、アバタイ等   | 遼西を攻撃。勝利                   |
| 明       | 洪承疇、夏成徳、呉三桂等 | 松山の戦いで敗北。洪承疇は清に投降 |

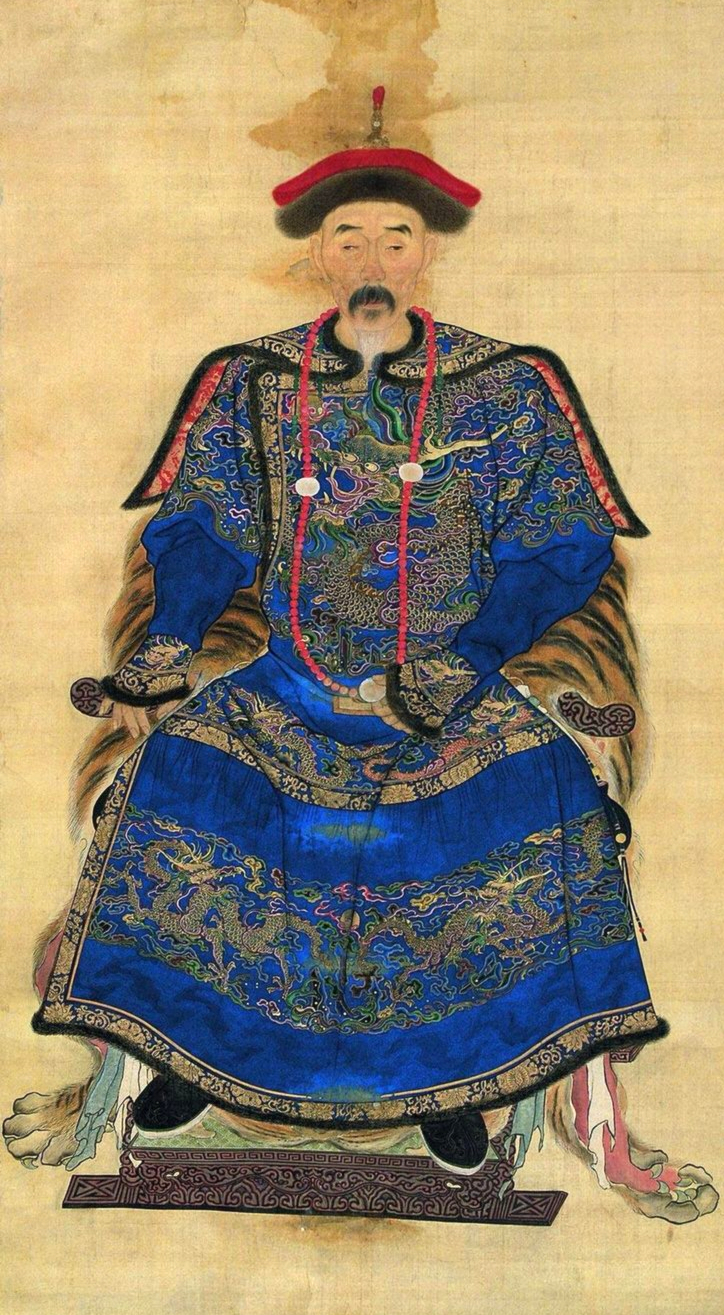
明の元高官洪承疇（1593年-1665年）。松山の戦いで清軍に投降し、清の統一に貢献した。

遼西では、明清にとってサルフの戦いに次ぐ重要な戦いが行われた。1638年、清軍は内陸部の山東省済南市まで侵入し、万里の長城を横断してすぐに撤退した。明の崇禎帝は、国内の反乱軍を「内臓の病」、清を単なる「発疹」にたとえて、反乱軍との戦いに集中するよう命じた。ホンタイジは遼西に拠点を建設させ、明の錦州や寧遠を攻撃した。遼西防衛のため、洪承疇将軍が13万とも言われる明軍を率いて錦州に来ると、ホンタイジも大軍で錦州へ向かい明軍を破った。松山の要塞都市は、明の司令官・夏成徳の亡命と内通により陥落した。松山の陥落で洪承疇は清軍に投降し、その後は清の征服に大きく貢献する。錦州の司令官祖大寿も1642年4月8日に投降した。
崇禎帝は、寧遠守備隊司令官の呉三桂に攻撃を命じたが、すぐに撃退された。その時アバタイは、北部江蘇省で金12000両と銀220万両を略奪しながら、内陸部に向かって別の奇襲攻撃を指揮していた。明の大臣周延儒は、勝利の報告をでっちあげて敗戦を隠蔽する賄賂を強要しながら、戦闘に関わることを拒否した。ほとんどの勝利の話が捏造であったために、ドルゴンは後に鹵獲した明軍の報告を読みながらいかに「非常に滑稽であったか」を官吏に語った。

### 明の反乱（1639年-1642年）
反乱軍は、洪承疇らが鎮圧にあたったこともあり一時的に低調となったが、全国的な飢饉によって再び拡大する。餓死しかけた難民や災害で両親を亡くした孤児、給料の未払いや解雇された駅卒や兵士がおり、1642年には中国全土で盗賊や叛徒に転じた。農民は数百万人単位で家を放棄して流賊になり、各地で略奪して回った。土寇とも呼ばれる盗賊集団が活動し、李自成は均田と免糧を合言葉にして飢民を味方に引き入れ、数十万の反乱軍は洛陽、開封、襄陽を次々に占領した。均田免糧を提案したのは、李自成軍に参加した李巌だった。李巌は富裕者の財産を分配したり、兵士が婦女を姦淫した場合は死刑とするなど農民軍の規律を守るために働いた。
明は後金の侵入にも対応しなければならず、農民反乱の拡大の一因となった。主な反乱には李自成と張献忠による鳳陽県の略奪や開封の戦いがある。開封の戦いでは、明の総督は李自成を止めるために1642年黄河洪水を人為的に引き起こした。

## 清の北京占領（入関）

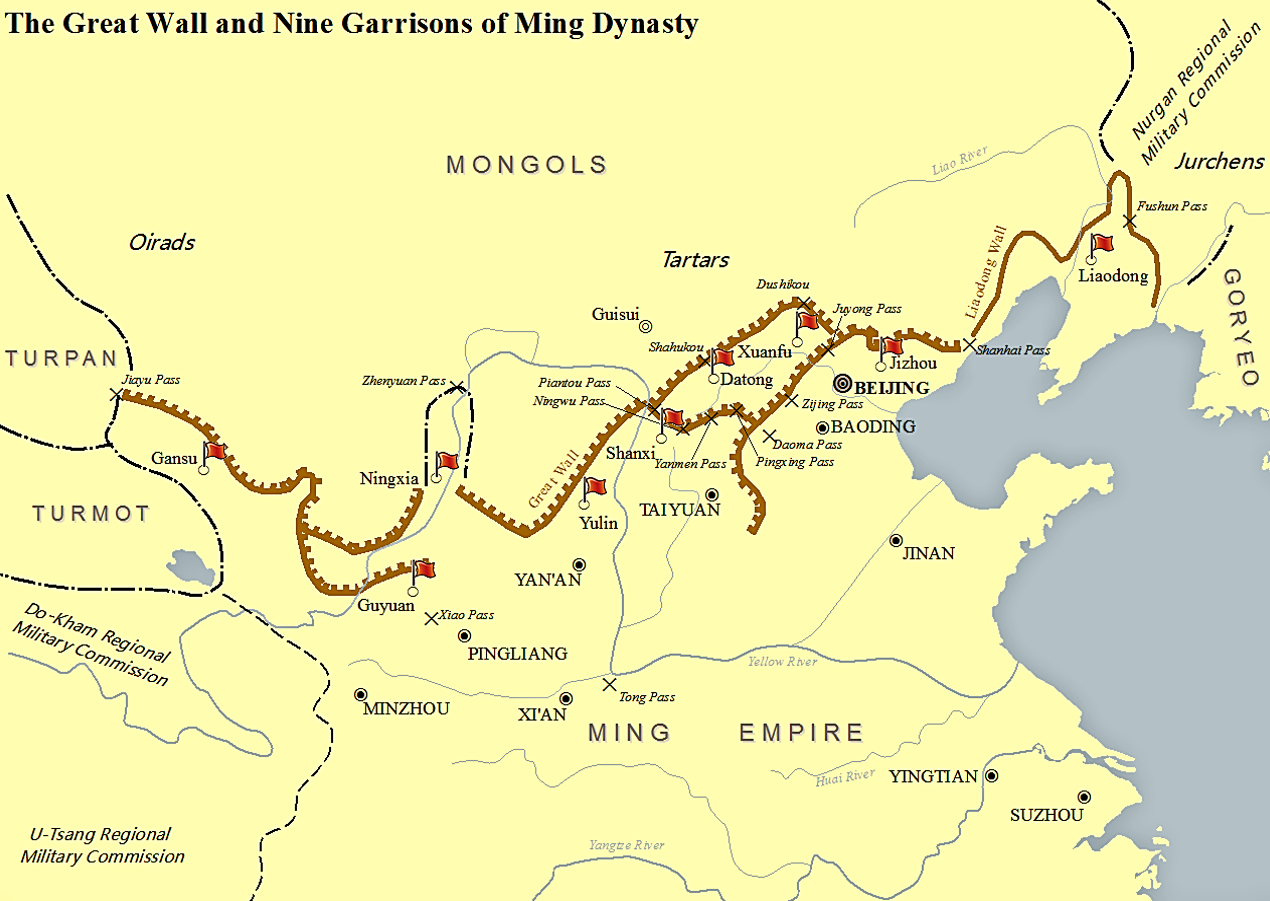
明代の万里の長城

明は経済的混乱や反乱同様に多くの飢饉や洪水に見舞われた。李自成は1630年代から陝西省の農民反乱で軍勢を増やし、張献忠は1640年代に四川省で反乱を起こし、1643年には李自成の反乱軍が西安を攻略した。1644年2月、李自成は西安に順を建国して帝位につき、年号を永昌と定めた。3月に李自成の反乱軍（順軍）は山西省の重要な都市である太原市を手に入れ、ドルゴンと助言者が明をいかに攻撃するかを熟考するうちに、明の首都北京に迫った。

### 清軍：順治帝の即位

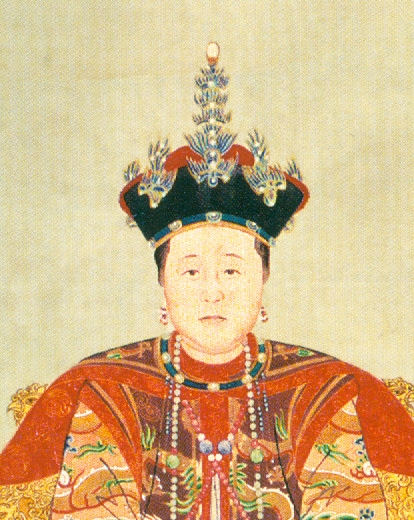
孝荘文皇后。ホンタイジの妻であり、ホンタイジ、順治帝、康熙帝と3代の皇帝を援けた。

清では1643年にホンタイジが急死し、後継者をめぐって3派に分かれて対立した。ホンタイジの長子であるホーゲ派、ホンタイジの正夫人の子であるフリン（福臨）派、そしてヌルハチの第14子であるドルゴン派に分かれた。ドルゴンはホーゲと対立していたが、ホーゲ派とフリン派の双方と争うことを避けて、みずからは皇帝となる意思を示さなかった。こうして同年8月に6歳のフリンが皇帝に即位して順治帝となり、ドルゴンとジルガランはフリンの摂政となった。ドルゴンはフリン派と協力してホーゲ派に打撃を与え、続いてフリン派の一部を味方につけて反対勢力を排除し、権力を確かなものとして摂政王となる。フリンの母であるボルジギト氏（孝荘文皇后）も宮廷を掌握してドルゴンらに協力した。1644年3月6日、ドルゴンは李自成に使者を送った。提案の内容は、中原を占領する明に対して連合して攻撃し、順と清で明の領土を分割するというものだった。

### 順軍：北京占領・明の崇禎帝の死
李自成が率いる順軍は1644年3月に北京に到着し、明の元宦官杜勲を通じて明の崇禎帝に申し出た。申し出の内容は、明が陝西省・山西省間の封土に関する李自成の支配を承認して100万両を支払い、李自成の身分を保持するなら、李自成は明のために清と戦い、全ての叛徒を全滅させるというものだった。明の宮廷では南への遷都も検討されていたが、崇禎帝は体面を重視して結論を出さなかった。明の官吏が投降し亡命したので、李自成は北京を占領した。崇禎帝は娘や側室を殺傷し、皇后が自害するのを見届けてから、紫禁城の外にある宮殿の木から首を吊って自殺した。崇禎帝にしたがって殉死したのは宦官の王承恩だけだったとされる。李自成は崇禎帝と皇太子を殺さずに順の貴族として認めるつもりでいたが、崇禎帝はすでに自殺したあとだった。李自成は権力を共有し共同統治するために来たと言いながら、崇禎帝の死を嘆いた。投降した官吏の中には李自成にこびる者もいたため、李自成は官吏たちを明滅亡の原因と見て信頼しなかった。順軍は北京入城までは規律がとれていたが、北京占領後は城内で略奪や暴行を行ない、上層部は内部の権力闘争にあけくれた。

### 明軍：清への帰順

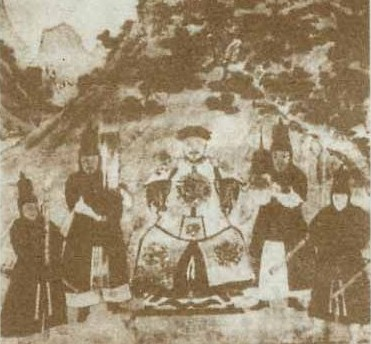
呉三桂は清に協力した明の将軍であった。しかし旧体制を復活させる望みは、のちに康熙帝に対して反乱を起こすと、台無しになった。

崇禎帝は、4月5日に呉三桂に緊急の援助要請をしていた。呉三桂は、崇禎帝から助けを求められて間もなく寧遠要塞を去り、北京に向かった。4月26日、軍は万里の長城の東端である山海関を通って移動したが、北京が順軍によって陥落したと聞き、山海関に戻った。李自成は、呉三桂に貴族の地位や高官と引き換えに降伏を求める使者を送った。呉三桂は降伏を決定するまでに数日を要したため、李自成は申し出が拒否されたと考え、呉三桂の父親を打ち首にさせる。すでに呉三桂は李自成への降伏を決めて亡命する途中であったが、取りやめて清に亡命を決めた。李自成は山海関に2軍を送ったが、呉の部隊は5月5日と5月10日に簡単に勝利した。李自成は呉を攻撃するために5月18日に北京を出て6万の順軍を率いた。
同じ頃、呉三桂は李自成を排除して明を復興するために、清に助けを求める手紙をドルゴンに書いた。ドルゴンの助言者である洪承疇と范文程は、「仁義の軍を率いて流族を滅ぼす」という天命に訴える印象を与えるために、北京占領を要請した。したがってドルゴンには、呉の手紙を受け取った時には北部を攻撃するつもりはなく、明を復興するつもりもなかった。その代わりにドルゴンが呉に清のために働くか尋ねた時、呉にはほとんど選択肢はなく受け入れるしかなかった。

### 一片石の戦い（1644年）
| 国・勢力           | 指導者   | 状況・目的                     |
| ------------------ | -------- | ------------------------------ |
| 清                 | ドルゴン | 順軍に勝利し、北京を占領。勝利 |
| 順軍（農民反乱軍） | 李自成   | 北京から敗走。敗北             |
| 明軍（呉三桂軍）   | 呉三桂   | 清に帰順。勝利                 |

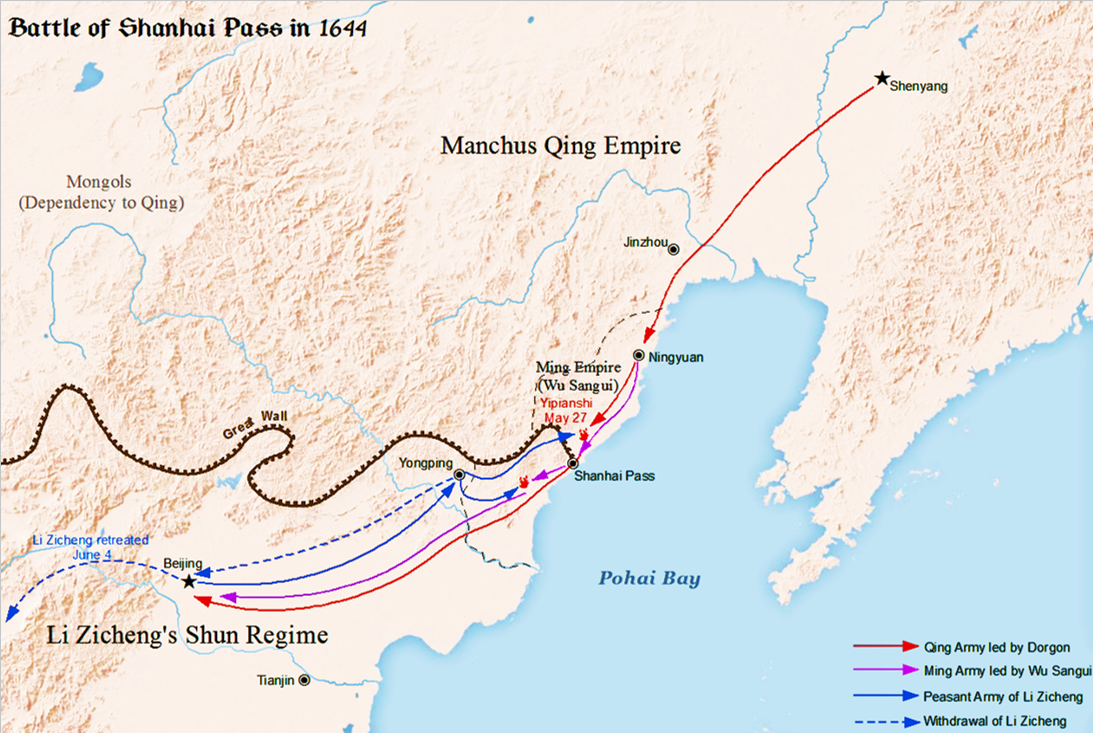
満洲人が中国本土に入ることになる一片石の戦い

呉三桂は5月27日の朝に清に投降し、ドルゴンは呉三桂を平西王に任命して北京まで清軍を先導させた。清軍は繰り返し順軍を攻撃したが、戦列を崩せなかった。ドルゴンは呉三桂の軍に順軍を攻撃させて双方が弱体化するまで待ち、順軍は敗走して北京に舞い戻った。これを一片石の戦いと呼ぶ。敗れた李自成は北京で皇帝即位の儀式を行なったのちに宮殿を焼き払い、金銀や崇禎帝の息子とともに北京を脱出した。李自成の北京占領は40日間で終了した。ドルゴンが率いる清軍は無抵抗の北京に入城し、順治帝は9月に北京に入った。ドルゴンは民心を安定させるために占領政策を進めて、清軍には市民からの略奪を禁じたほか、剃髪令の一時撤回、刑罰の寛免、強制買付や付加課税の中止、明の皇族や官僚の地位保持などを行なって帰順を呼びかけた。こうした政策の多くは、范文程や洪承疇の助言によって立案された。

## 北京占領後の主な戦役

清による南明地域の征服

北京が脅威にさらされた際に、崇禎帝が南部への移動を拒否したため、清は北京占領によって国を統治する有能な官吏を手に入れた。清は北京占領後に間もなく科挙などを開始したため、初期の清政府は北部出身の学者に支配され、北部の学者と南部の学者の強い分派対立が起きた。財務や軍事に関する部門では、明から投降した官吏が中核を形成したが、典礼や音楽、文学の担当にはならなかった。軍事部門の文武百官の大部分は、帰順後に昇進した。最高位の官吏は、主に遼東半島出身の漢軍八旗であった。
ドルゴンは八旗と共に北京内部に住み、漢人には外延部への移住を命じた。のちに例外として、官吏や商業に携わる漢人は内部の居住が認められた。中央の行政機構は明の六部を引き継ぎ、主要な地位は漢軍八旗で満たされた。漢人は庶民を除き、順治帝や康熙帝の時代には知事長官（承政）で優位に立った。江南征服で主要な役割を演じた遼東半島の漢軍八旗は、尚可喜、耿仲明、孔有徳が指揮した。3人は征服後に江南を統治して三藩と呼ばれた。清は1658年まで単独の満洲人知事、1668年まで単独の知事長官を置かず、各地の知事や知事長官には満洲人やモンゴル人を意図的に置かなかった。清は漢軍八旗に加えて、漢人の兵で構成される緑営を組織した。緑営は日々の軍事統治を提供し、前線の戦いで武力を供給する部隊であった。漢軍八旗や蒙古八旗、満洲八旗は、反乱などの緊急事態に対応した。清の治世初期、漢人の多くは満洲人に隷属したが、後に漢人の中でも出世して権力を持ち、奴隷を所有するようになった者もいた。
ドルゴンは「清の征服の黒幕」、「大マンジュ事業の主建築家」など様々に表現される。彼の統治の下で、清は直隷地域を抑えて山東省の郷紳や官吏を降伏させ、山西省や陝西省を征服した。その後ドルゴンらは長江下流域の南にある江南の豊かな商業地域や農業地域に目を転じた。清に北京を占領されたのちの明は、福王の弘光政権、唐王の隆武政権、魯王の監国政権、桂王の永暦政権があり、南明政権と呼ばれる。しかし清軍に対抗するための協力をせず、永暦政権以外は短命に終わった。
ドルゴンは強権的な手腕で中央集権化を進めたが急死し、順治帝はドルゴンの死後に彼を反逆者として扱った。清は順治帝が即位時6歳、康熙帝が即位時8歳と若い皇帝の即位が続いたが、順治帝の母で康熙帝の祖母にあたるボルジギト氏らが宮廷を安定させた。女性が政治的権威を発揮した点は、満洲人の特徴でもあった。

### 北部と四川省における併合（1644年-1647年）
| 国・勢力             | 指導者                       | 状況・目的                     |
| -------------------- | ---------------------------- | ------------------------------ |
| 清                   | アジゲ、ドド、ホーゲ、呉三桂 | 順や大西政権を攻撃。勝利       |
| 順                   | 李自成                       | 西安を拠点として清に抵抗。敗北 |
| 大西政権             | 張献忠                       | 四川省で清に抵抗。敗北         |
| 皇天清浄善友、善友会 |                              | 山西省で清に抵抗。敗北         |

ドルゴンは1644年6月に北京に入城して間もなく、呉三桂を派遣して李自成を追撃した。呉三桂は何度も順軍の後衛と交戦するが、李自成は山西省に向かって故関を横断した。呉は北京に戻り、李自成はかつて順の建国を宣言した西安に拠点を置いて権力を再構築した。李自成は、1644年の夏と秋に河北省と山東省で清の支配に対して反乱を起こし、ドルゴンは10月に陝西省の要塞から軍を送った。アジゲやドド（多鐸）、石廷柱に率いられた清軍は、1645年2月に李自成を西安から追い出し、山西省と陝西省で順軍に連勝した。同年9月、李自成は数省を通って退却する途中で死亡した。村民に追い詰められて自害した説や、村民に倒された説などがある。李自成は、李厳を謀叛の疑いで殺害したのちは統制を失っていたといわれる。
1644年、張献忠は大西国の王を名乗って大順と改元し、大西政権と呼ばれた。1646年初めにドルゴンは大西政権へ2つの遠征隊を送り、同年10月にはホーゲの指揮下で第二派が四川省に到達した。清軍の接近を聞いた張献忠は部隊を4つに分けて、何かあれば独立して行動するように命じて陝西省に逃げた。さらに逃げる前に首都成都の人々を虐殺するようにも命じた。張献忠は1647年2月1日に四川省中央部の西充県近くで清軍と戦い、殺された。ホーゲは成都を奪取したが、予期しなかった荒地であることに気付いた。兵隊は田園地帯で食料を発見できず、抵抗する者を殺しながらこの地域を略奪し、食糧の欠乏が激しかったので人肉さえ口にした。
1645年、山西省で「皇天清浄善友」や「善友会」を自称する宗教的秘密結社が清に反乱を起こした。『清実録』によれば同年3月、山西朔州の蒋家峪に200人ほどの男女が集まって善友を称した。利民堡参将の王守志がこの機を見て掠奪を試み、かえって激化させたため、後に王守志は死刑になった。善友会の会衆は武術を修練した農民たちであった。

### 北西部（1644年-1650年）
| 国・勢力 | 指導者                 | 状況・目的                     |
| -------- | ---------------------- | ------------------------------ |
| 清       | アジゲ、孟喬芳         | 李自成を攻撃。勝利             |
| 順       | 李自成                 | 西安を拠点として清に抵抗。敗北 |
| 明       | 孫守法、賀珍、武大定等 | 清に抵抗。敗北                 |
| トゥ族   |                        | 李自成に敗北。清に協力         |

トゥ族は明の皇帝に任命された土司である。1642年のチベットの暴動や李自成の反乱に対しては明を支援したが、多くの土司長が李自成の軍に虐殺された。1644年以降にアジゲと孟喬芳の指揮する清軍が順軍と戦った際には、速やかに清側に加わった。その間に明軍は設備を十分に整えて、7万を数える軍で鳳翔県の都市を占領しながら、明の司令官だった孫守法や賀珍、武大定の指揮により西安の南の山で合流しようとした。明軍が西安に向けて進軍すると、孟喬芳のもとで清に帰順した人々に側面を攻撃された。賀珍の叛徒は主に盗賊であり、森林や山岳では砦柵ごとに10から15の小部隊が作戦を続けた。大衆の支援を受けた叛徒は、地域の情報を得ながら山岳の拠点に撤退したが、任珍が率いる部隊に制圧された。
1646年後半、米喇印として知られるムスリム指導者の集めた軍が甘州で清に反乱を起こした。丁国棟という別のムスリムも参加し、没落した明を復興したいと表明しながら蘭州などを占領した。この反乱はムスリム以外の中国人と協力しており、イスラム国家の建国は意図していなかったことを示唆している。清政府は反乱を鎮圧するために、陝西省長で明の元官吏の孟喬芳を派遣した。米喇印と丁国棟は1648年に捕えられて殺され、1650年までにムスリムの反乱は制圧された。ムスリムの明一派は、チャガタイ・ハン国やハミ、トルファン汗国に支援され、ハミは敗れた後で清に服従した。もう一人の叛徒である馬守応は、李自成と順に協力した。

### 江南（1645年）
弘光政権
| 国・勢力         | 指導者                   | 状況・目的       |
| ---------------- | ------------------------ | ---------------- |
| 清               | ドド                     | 南明を攻撃。勝利 |
| 南明（弘光政権） | 弘光帝、史可法、馬士英等 | 敗北             |

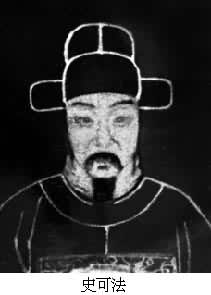
揚州市の防衛で清に降伏することを拒否した史可法の肖像画

北京陥落と崇禎帝自殺の情報は、4月には江南にも伝わったが、人々は信じようとせずに通常の祭礼を行なっていた。しかし、明王家の一部が予備的首都であった南京に到着して事実と分かると、江南も騒然とした。南京では後継者をめぐって議論が起きたが、崇禎帝の息子が生死不明であったため意見が一致しなかった。南京の史可法と鳳陽県の馬士英は、次の後継者であり崇禎帝の最初の従兄弟である福王朱由崧のもとで明に忠誠を誓う政権を作ることに合意した。1644年6月19日、朱由崧は馬士英と大艦隊の擁護のもとで弘光帝として即位し、年号を弘光として統治することになった。しかし、明末の特徴である政争や官僚の腐敗は続き、弘光政権は支持を失っていった。清軍は南明司令官李成棟と劉良佐の降伏に助けられ、1645年5月初旬に徐州を手に入れた。南明の司令官の裏切りは清軍を助け、史可法が防衛する揚州府をのぞいて北部全域を得た。
江南における清軍は、平和的な亡命者に対しては暴力をふるわなかった。1645年5月13日には清の数個分隊が揚州に集まった。揚州を行進する清軍の大多数は、明の亡命者であり、満洲人や八旗をはるかにしのいでいた。揚州では史可法の小部隊が市民や農民も率いて戦ったが、ドドの砲兵隊には抵抗できず、5月20日に漢軍八旗が使う清の大砲が市の城壁を突破した。史可法は投降を拒否して処刑され、揚州城の陥落時にも市民や兵士は激しく抵抗したため、清軍の怒りを招いた。ドドは江南の他の都市を恐怖に陥れて清に降伏させるように、今後の見せしめとして揚州の全人口[145]の「残忍な大虐殺」を命令した。
6月1日に清軍は長江を渡り、南京への道を守る鎮江府を奪取した。清軍は1週間後に南京の城門に到着したが、南明の弘光帝は既に逃げていた。1か月も経たないうちに、清は逃げていた弘光帝を捕えて蘇州府や杭州府など江南の主要都市に侵攻し、清と南明の国境は南の銭塘江へと押されていた。ヨハン・ニューホフは南京が清の兵士により傷つけられなかったことに気付いた。ドドは、清軍が黄河を渡る前に南明が清軍を強襲したなら南明は勝っただろうと語り、1645年の戦略について弘光帝を厳しく叱り、弘光帝は言い返す言葉が見付からなかった。弘光帝は翌年に北京で死去した。
満洲人の兵士は、城内に女性を囲い込んだ。女性は身代金の価格を示す札を付けられ、安くて3両ないし4両、良い服を着ている女性は最大で10両だった。南京が平和的に降伏した後で、揚州から捕らえた女性を元々の夫や父親に受け戻した。

### 南東部（1646年-1650年）
隆武政権
| 国・勢力         | 指導者                 | 状況・目的                         |
| ---------------- | ---------------------- | ---------------------------------- |
| 清               | ボロ（博洛）           | 南明を攻撃。勝利                   |
| 南明（隆武政権） | 隆武帝、鄭芝龍、朱以海 | 敗北。鄭芝龍は降伏し、鄭成功は逃走 |

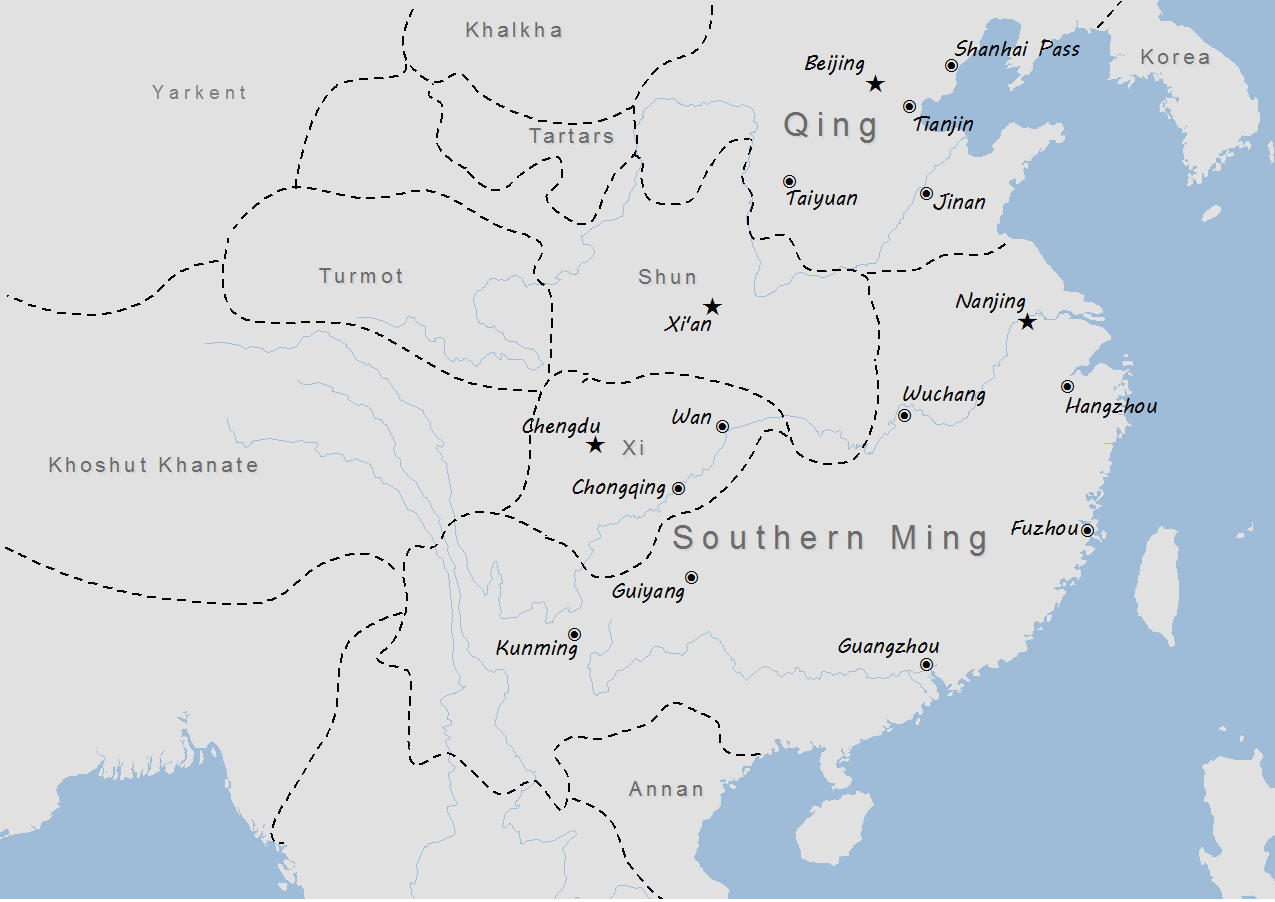
南明の状況

杭州が1645年7月6日に清に陥落すると、明の建国者朱元璋の9世の子孫である隆武帝は、東南の福建省を陸伝いに逃げた。隆武帝は8月18日に沿岸の福州府で即位し、有能な福建商人である鄭芝龍の擁護をあてにした。子供のいない隆武帝は、鄭の長男を採用し、王家の姓を認めた。この息子が鄭成功であり、彼は国姓爺という肩書を持った。同時期に明の後継を名乗る朱以海が浙江省で摂政を名乗ったが、二つの政権は協同に失敗した。
1646年2月、清軍は朱以海政権から銭塘江の西の土地を獲得し、隆武帝の部隊を破った。5月、清軍は江西の南明の最後の要塞である贛州府を包囲した。7月、ボロ（博洛）が率いる清軍は、朱以海の浙江省政権を混乱に陥れ、福建省の隆武帝政権を攻撃するために進行した。9月後半、隆武帝の宮廷は贛州包囲を解除することを口実に福建省を去ったが、清軍は追いついた。隆武帝と妃は10月6日に福建省西部の汀州府で処刑された。10月17日に福州が陥落すると鄭芝龍は清に降伏し、息子の鄭成功は自分の艦隊で台湾島に逃げた。
摂政の朱以海は、海軍武官張名振の援助を得て、沙埕島の海上で抵抗を続けた。1649年7月までに、作戦基地は北方に移動した。朱以海は対立する海軍司令官の黄斌卿を殺すと、11月に基地を舟山へ移動した。朱以海は舟山から反乱を起こすことを企図したが、清軍によって陥落した。張名振は家族全員を殺され、廈門の鄭成功と手を結ぶために逃げた。
紹武政権・永暦政権
| 国・勢力         | 指導者                 | 状況・目的                                                 |
| ---------------- | ---------------------- | ---------------------------------------------------------- |
| 清               | 尚可喜、李成棟         | 南明を攻撃。勝利。のちに李成棟は永暦政権に協力して清に反乱 |
| 南明（紹武政権） | 紹武帝                 | 清に抵抗。敗北                                             |
| 南明（永暦政権） | 永暦帝、李成棟、金声桓 | 清に抵抗。敗北                                             |

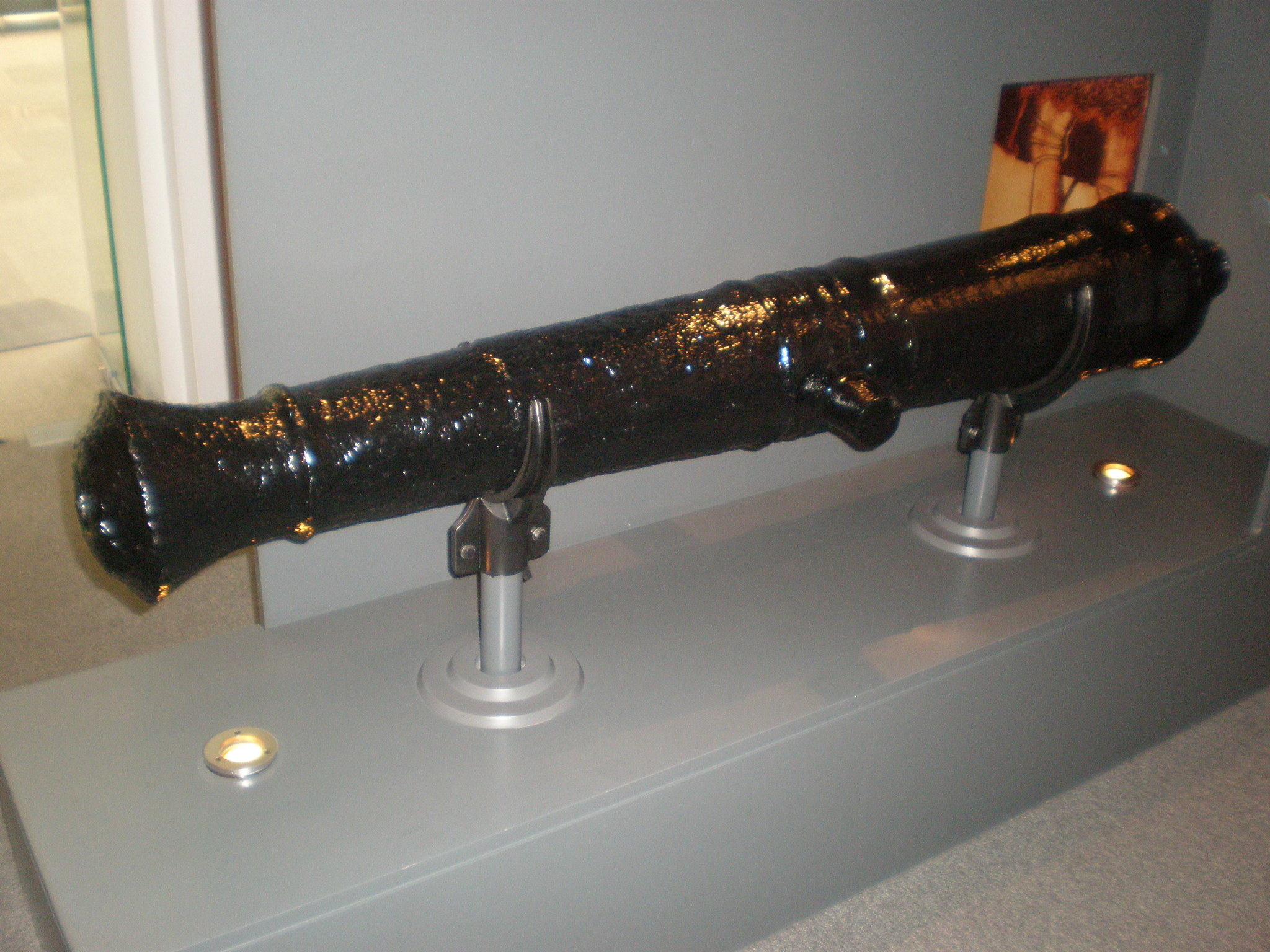
1650年に南明により鋳造された大砲（香港海防博物館より）

1646年には二つの南明政権が成立した。隆武帝の弟の朱聿𨮁は福州に逃げ、12月11日に紹武という肩書の王位を得て、広東省の首府広州府に政権を打ち立てた。しかし紹武帝は公式の衣装が欠乏しており、地元の部隊から衣装を購入しなければならなかった。12月24日には、永暦帝が政権を樹立した。もと南明の司令官だった李成棟が率いる清軍は1647年1月20日に広州を獲得し、紹武帝は滅ぼされ、永暦帝は南寧府に潰走した。
しかし1648年5月、愚にもつかない地域司令官に失望した李成棟は、清に対して反乱を起こして明に復帰した。不満を持つ明の元将軍金声桓が李成棟に協力し、永暦政権が江南のほとんどを再奪取する手助けになった。清軍は、1649年と1650年に湖広行省や広西省、広東省の中央部を征服し、永暦帝は南寧から貴州省に逃げた。ついに1650年11月24日、尚可喜が率いる清軍はオランダ人の援助を得て広州を奪取し、7万人という大量の人々を虐殺した。

### 北部での明一派の暴動（1647年-1649年）
| 国・勢力 | 指導者                               | 状況・目的           |
| -------- | ------------------------------------ | -------------------- |
| 清       | 高弟、ドルゴン、ボロ、呉三桂等       | 反乱を鎮圧。勝利     |
| 反乱軍   | 張氏、楊四海、李化鯨、姜瓖、張五桂等 | 清に対して反乱。敗北 |

山東省鄒平市近郊の主要な暴動は、1647年3月に起こった。山東省は明の崩壊前から山賊行為に苦しめられており、山賊は銃や大砲も装備した大規模な軍に成長して、指導者が王を自称した。明の官吏や紳士階級で組織された民兵は協同して山賊に対抗しつつ、清政権を歓迎した。1647年、三河県の張氏という女が明の懿安張皇后を自称し、天啓帝の太子を自称した西淀の楊四海と手を結び、王礼、張天保らとともに天津で蜂起した。さらに山東省、河北省、河南省の森林地帯では、明一派が1000人ずつ、20個旅団が集結しようとしていた。この部隊は西洋式大砲を装備した「楡園部隊」として知られた。司令官の李化鯨は天正帝を自称し、明の王族の遠縁であると主張して、曹州や定陶県、成武県、東明県、蘭考県、封丘県を包囲し奪取した。明の元将軍である高弟は清に帰順して、優秀な多民族部隊を率いて11月18日までに反乱を鎮圧した。
1649年1月、山西省大同府の知事姜瓖は、ドルゴンが権限を制限しようとしているかもしれないと脅威を感じ、明に転向して反乱を起こした。ドルゴンは反乱鎮圧のために自ら指揮して進軍した。陝西省楡林府の司令官である劉登楼と、陝西省延安府の最高司令官である王永強も反乱を起こした。年末までに反乱はボロと呉三桂の指揮する清軍に敗れ、明一派の要する汾州は虐殺にさらされた。同時期、明の王族と関係があると主張する朱森滏は、1万の部隊を擁する地元のお尋ね者の趙栄貴の後援を得て四川省近くの陝西省階州で秦王子を自称したが、呉三桂の部隊に鎮圧された。混乱の中で多くの山賊集団が奇襲を拡大した。張五桂という山西省のお尋ね者は、明の階級と文書を与えて手勢を集めて決起した。張五桂は1649年に五台県を攻撃したが撃退され、1655年2月に殺されるまで山西省を略奪し続けた。

### 南西部（1652年-1661年）
永暦政権
| 国・勢力         | 指導者                   | 状況・目的       |
| ---------------- | ------------------------ | ---------------- |
| 清               | ドルゴン、洪承疇、呉三桂 | 南明を攻撃。勝利 |
| 南明（永暦政権） | 永暦帝、孫可望、李定国   | 清に抵抗。敗北   |

1647年から1661年までの永暦帝（南明最後の君主）の戦い。省の境界線や国境線は、中華人民共和国の境界線である。

張献忠が倒されると、その軍は広西省から撤退する南明軍とともに貴州省へと撤退した。永暦帝は、張献忠の後継者である元副王の孫可望に援助を要請した。孫可望は南明の宮廷の反対派を皆殺しにし、張献忠を亡き皇帝と呼び続けながら、永暦帝を事実上拘禁した。ドルゴンの指揮する清軍は南部深くに進軍したが、南部では明への忠誠は依然なくなっていなかった。張献忠の元将軍だった李定国は永暦帝を擁護し、1652年8月前半に清から桂林府を再奪取した。広西省で清を支援していた司令官のほとんどが、一か月以内に南明に寝返った。その後の2年間、李定国は湖広行省と広東省で例外的に戦役が成功したとはいえ、重要な都市の再奪取に失敗した。
1653年、清は南西部を再奪取する担当に洪承疇を任命した。洪承疇は長沙府に司令部を置いて根気良く軍を編成し、1658年後半には栄養が十分で装備の整った清軍が貴州省や雲南省を攻撃した。李定国の軍と孫可望の軍の間では内紛が発生し、永暦帝は孫可望が皇帝の座を望むことを恐れて、孫可望を解放するよう李定国に頼んだ。孫可望と生き残った軍は敗走して、洪承疇の清軍に投降した。1659年1月後半、ドニに率いられた清軍は雲南省の首都を奪取し、永暦帝はタウングー王朝のピンダレ・ミン王が支配するミャンマー近くに逃げ込んだ。1662年、永暦帝は呉三桂に捕えられて処刑された。

### 南東部（1655年-1662年）
鄭氏政権
| 国・勢力 | 指導者       | 状況・目的                         |
| -------- | ------------ | ---------------------------------- |
| 清       | 施琅         | 鄭氏政権を攻撃。勝利               |
| 鄭氏政権 | 鄭成功、鄭経 | 南京を攻撃し敗北。のちに台湾を占領 |

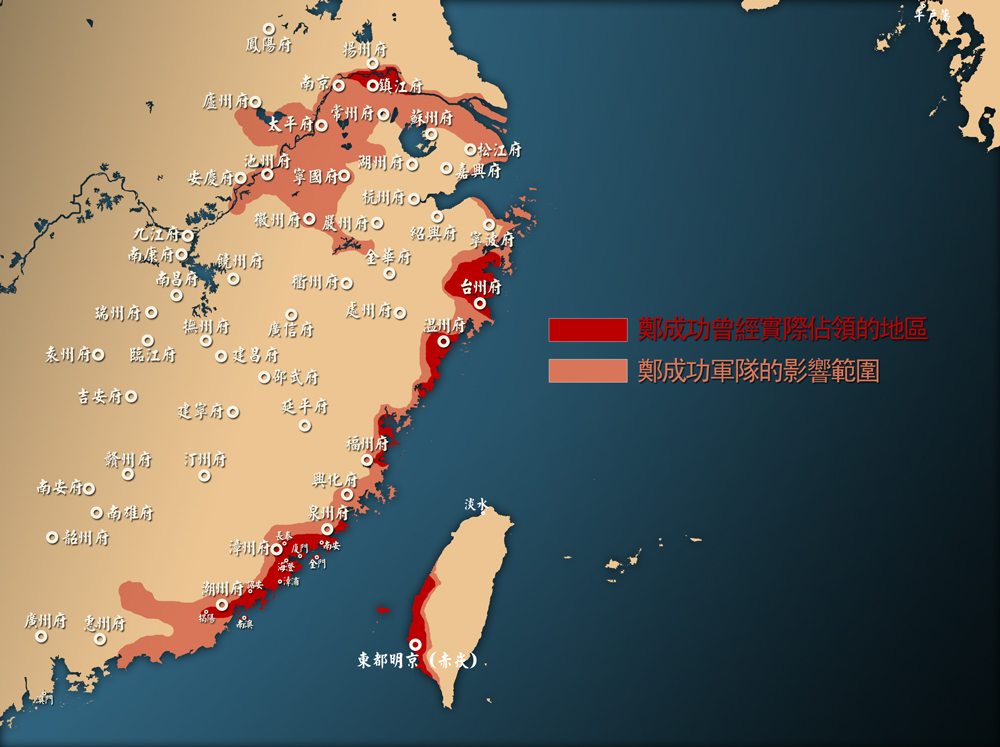
鄭成功軍の占領地と影響圏

鄭成功は1646年に隆武帝に採用されたのちに1655年には貴族に叙されて、南明を擁護し続けた。1659年、順治帝が在位の栄光と南西部での戦役の成功を祝う特別な式典を準備していたので、鄭は清から数都市を奪取して南京に脅威を与えながら、武装の整った艦隊と長江を航海した。鄭成功は当初の攻撃で数県を奪取して主導権を握り、父親が料羅湾海戦でオランダに対して行ったような決定的な大団円を欲した。鄭は前もって南京での最終戦を発表して、清が準備できる時間を大いに与えた。1671年のフランス人宣教師の報告書によると、鄭成功は大運河の補給路を分断する南京を手に入れて、北京での飢餓の可能性を引き出した。そして満洲人のあいだに、中国を放棄して満洲に戻ろうという考えを引き起こした。順治帝は鄭成功軍の急襲を聞いた時、怒りのあまり剣で玉座を切りつけたと言われている。鄭成功軍は南京を攻撃し、漢軍八旗が多数を占める清軍と戦った。南京の清軍は騎馬攻撃が成功して、補給や増援部隊も得られる状況にあった。包囲攻撃は8月24日に始まったが、鄭成功の軍は包囲を維持できずに撤退し、数週間で終結した。
清の艦隊の圧力を受けて、鄭は1661年4月に台湾に逃げた。明の皇族である寧靖王朱術桂と、魯王朱以海の世子朱弘桓らは、鄭成功に同行した。
鄭成功は台湾で鄭氏政権を樹立し、ゼーランディア城包囲戦でオランダを破った。鄭成功軍は軍規が厳しく、兵士に対して非常に厳格で容赦のない懲罰を課した。鄭成功は部下の施琅が命令に背き、清に投降したことを理由に施琅の家族を処刑した。戦闘で失敗すると、鄭成功から無慈悲な死刑を課される可能性があった。他方で清は投降者を寛大に扱い、裏切った者でも清の階級に戻すことを許したため、大量の投降者を得た。
清は鄭成功を孤立させるために遷界令を施行した。遷界令によって漁船や商船は海に出ることを禁止され、人々は海岸から30里離れた内陸に移住させられた。このため鄭成功軍は本土との接触ができなくなり、台湾へと移住した。ここから満洲人は水を怖れるという俗説が生まれた。福建省のほとんどの沿岸民は、戦争から逃れるために丘か台湾に逃げ、福州は清軍が入城した際には空になっていた。鄭成功は1662年に死去した。

### 三藩の乱（1673年-1681年）
| 国・勢力 | 指導者                         | 状況・目的                         |
| -------- | ------------------------------ | ---------------------------------- |
| 清       | 康熙帝、范承謨                 | 反乱軍を攻撃。勝利                 |
| 三藩     | 呉三桂、尚之信、耿継茂、耿精忠 | 廃止をきっかけとして清に反乱。敗北 |

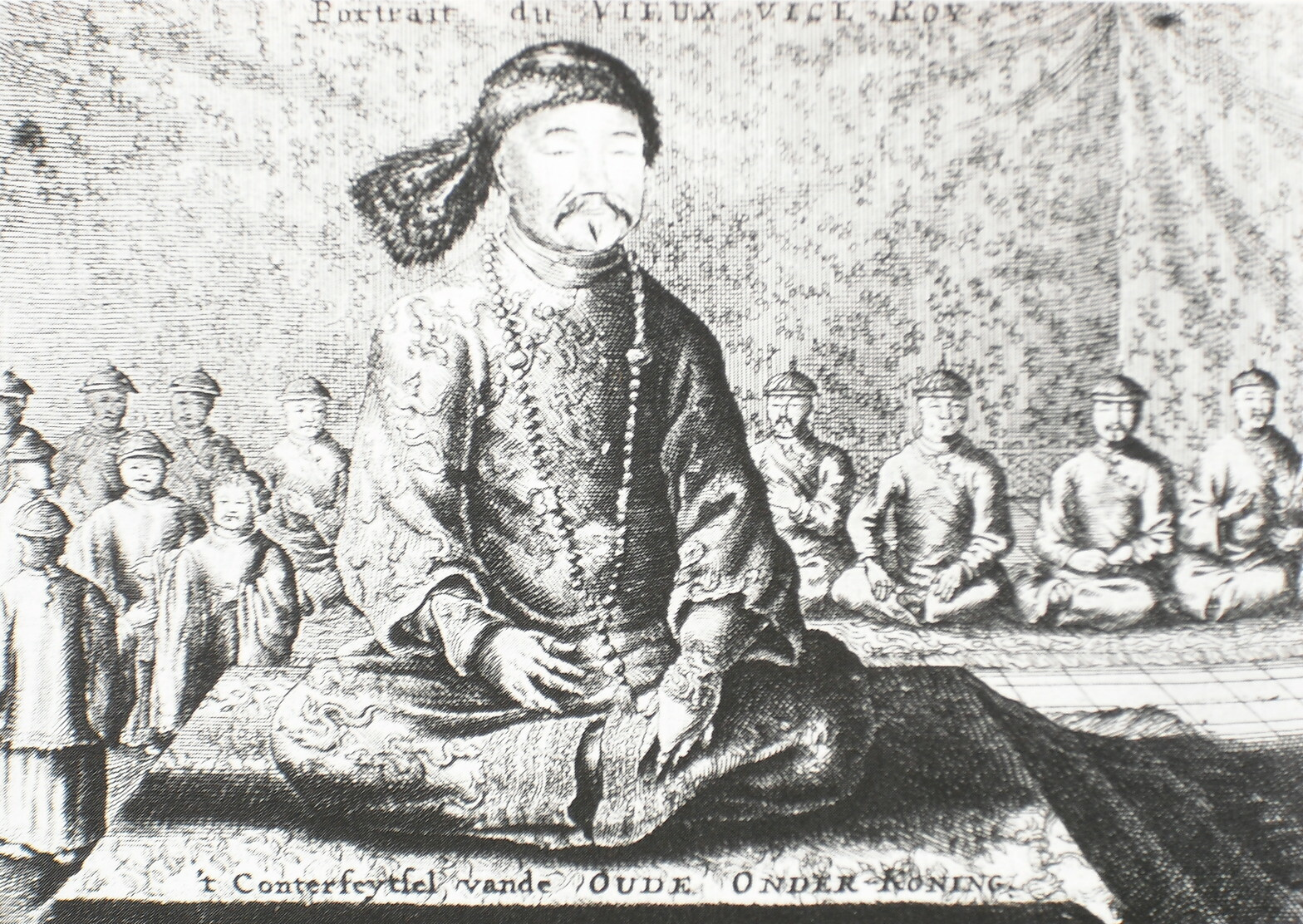
ヨハン・ニューホフによる尚可喜の肖像画（1655年）。清から平南王に封ぜられた尚は1650年に広州市を占領し、城内の人々を殺戮した（庚寅之劫）。子の尚之信は三藩の乱で挙兵した。

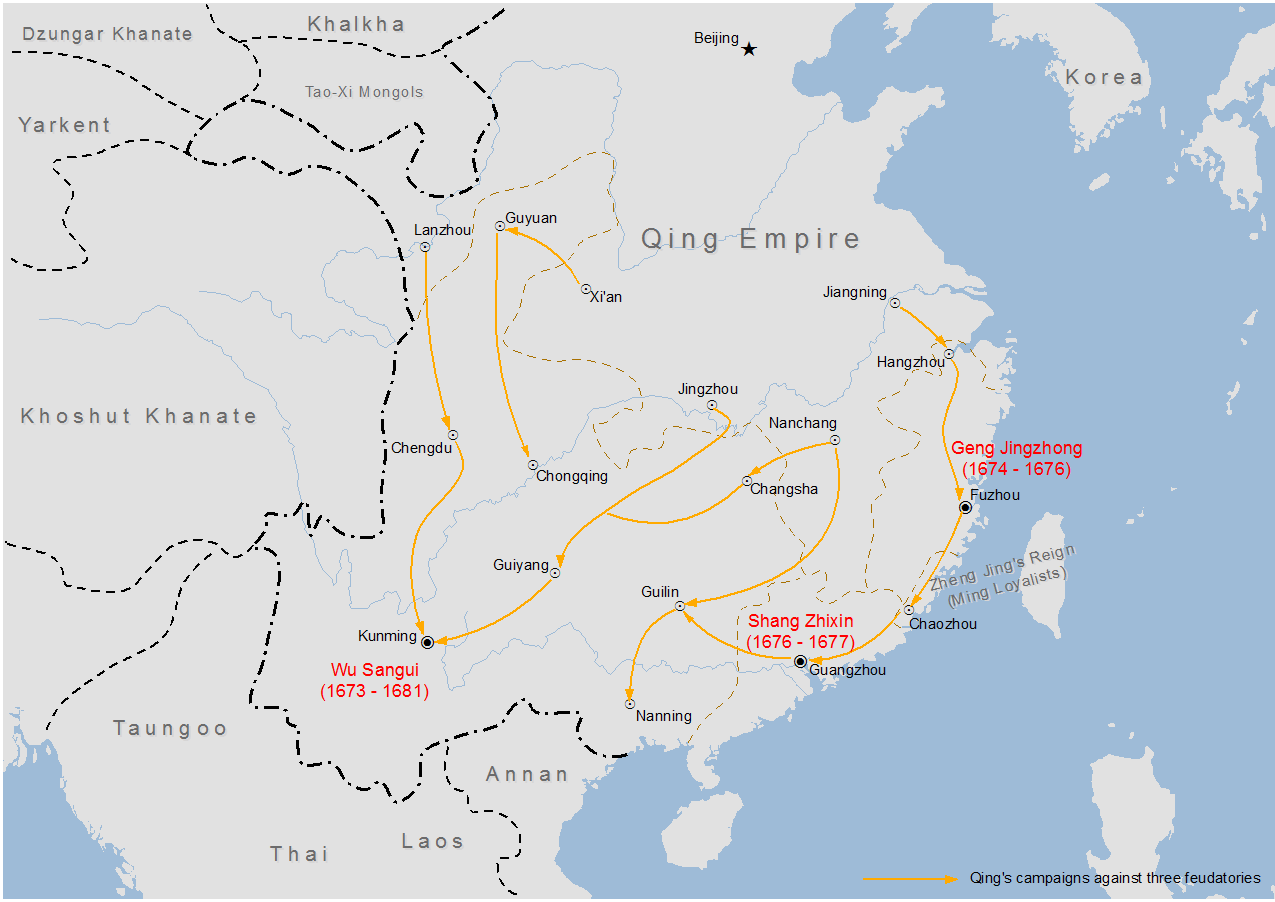
三藩の乱

呉三桂、尚之信、耿継茂らの三藩が清に対して反乱を起こした。三藩はかつて明の孔有徳・耿仲明・尚可喜が後金に帰順したときに与えられた土地だったが、清政府の統制から外れて軍備を強化して行政や財政を行なっていた。このために廃止が決まり、前後9年におよぶ反乱につながった。台湾では鄭経が三藩に呼応して沿岸を攻撃して、さらに北方ではチャハルのブルニ（布爾尼）、南方ではベトナムの莫朝の莫元清が挙兵した。清軍は1673年から1674年にかけて呉三桂軍に敗北した。
三藩の軍は長江以南を勢力下として、呉三桂は国号を「周」としたが、三藩にはそれぞれの思惑があったために統一戦線は組まなかった。清の順治帝を継いだ康熙帝は、三藩の乱の勃発時は20歳であり、清の財政は戦乱で底をついていた。清政府は財源を確保するために損納（一種の売官制度）などを行い、康熙帝は自ら作戦を指導した。尚可喜の子尚之信と耿継茂の子耿精忠は1681年までに清に降伏し、呉三桂は孤立した。八旗と満洲人の官吏は呉三桂軍に対し有効に戦えなかったため、清は八旗に代えて90万人以上の緑営の大軍を用いて呉三桂軍を鎮圧した。
三藩の乱が失敗した主因は、ほとんどの漢人指揮官が清への敵対を拒否したことにあった。特に一生の間に二つの王朝を裏切った呉三桂は、多くの人々にとって不快だった。呉三桂が南明の永暦帝を処刑したことは知られており、明の遺臣でさえ呉三桂の掲げる大義を嘲笑した。范文程の息子范承謨は耿精忠に囚われたが、清への忠誠を失わず殺された。遼東の指導的な武官の出身である范承謨の死は、他の遼東出身の武官が清への忠誠心を保つことに寄与した。三藩の乱で、清の側に留まり戦死した漢軍八旗は、手厚く遇された。

### 台湾（1683年）
| 国・勢力             | 指導者 | 状況・目的                     |
| -------------------- | ------ | ------------------------------ |
| 清                   | 施琅   | 台湾の鄭氏政権を攻撃。勝利     |
| 鄭氏政権             | 鄭克塽 | 清に敗北                       |
| オランダ東インド会社 |        | 清に協力、のちに協力関係は崩壊 |

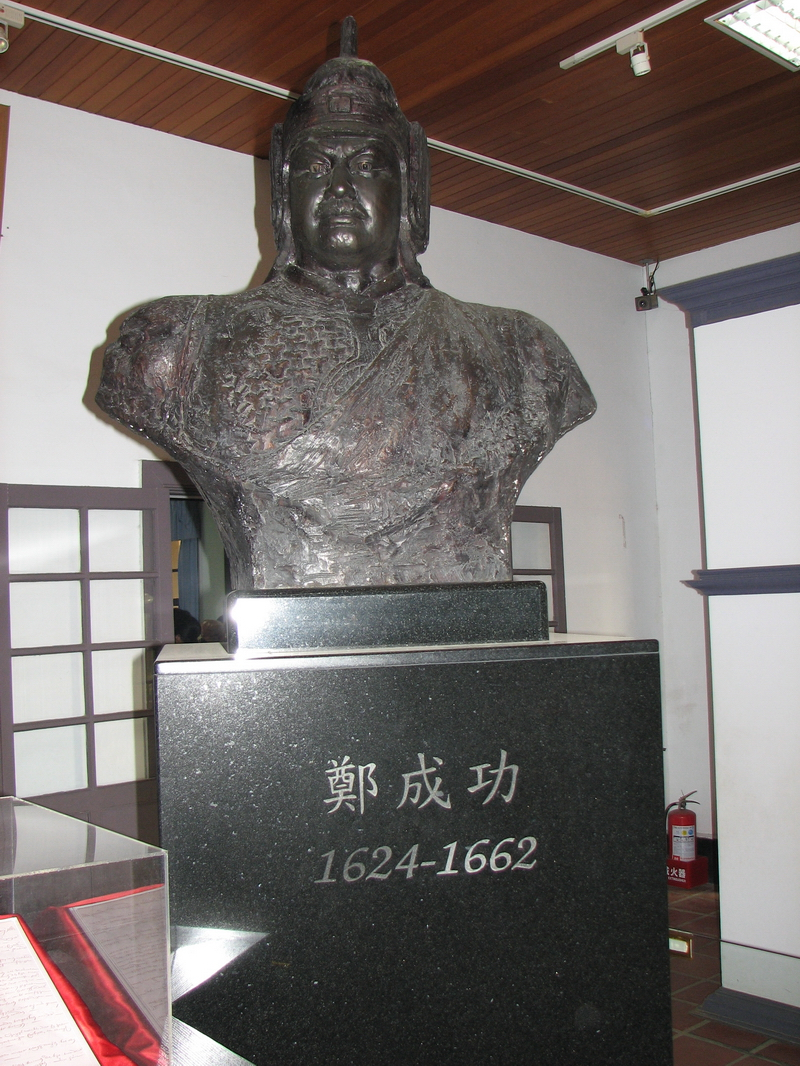
安平古堡の鄭成功像

清は明の遺臣がいる福建省と台湾を攻撃するためにオランダ東インド会社と協力した。オランダには植民地支配の前哨基地として台湾を再征服する意図があった。1663年10月、清とオランダの連合艦隊は南明から廈門と金門を奪取した。しかし清は、オランダが台湾で植民地を維持して交易上の特権を迫ることを警戒し、このために連合は崩壊した。水師提督の施琅はオランダへの台湾割譲に強く異議を申し立て、代わりに自分の遠征隊を派遣するよう要請した
台湾は、オランダ統治時代から東南アジア - 明 - 日本（長崎）をめぐる中継貿易で栄えており、鄭氏政権でも引き継がれた。1670年頃から次第に遷界令が解除されてマカオを中心に密貿易が行われ、清当局は黙認した。三藩の乱が起きると、台湾・福州・広州の密貿易はさらに増え、日本・シャム・バタヴィアなどの地域と取り引きをした。この状況は、康熙帝が乱を鎮圧するまで続いた。
1683年、鄭氏が建てた東寧王国を占領するため、康熙帝は施琅に300隻の艦隊を与えて派遣した。施琅は澎湖海戦で勝利し、敗れた鄭成功の孫鄭克塽は投降し、康熙帝は施琅に海澄公の肩書を与えて報いた。鄭氏とその軍隊は八旗に加えられ、清は台湾島を放棄して澎湖島を東の境界とする検討もしたが、施琅は台湾保留を主張して、1684年に台湾府が設立された。寧靖王とその5人の妃は、捕虜に甘んずるよりも自殺することを選んだ。

### 奴変
奴変とは、奴僕などと呼ばれる隷属民たちによる反乱を指す。明は特定の支配層に奴僕の所有を許可しており、明末には破産したり、あるいは破産前に農民から奴僕になる者が急増した。明清交替の時代に入ると、奴僕は身分解放を求めて争った。時期は清の北京占領後、地域的には華中・華南を中心としており、江南デルタ、珠江デルタ、福建・江西・広東省境、江西、安徽、湖北・安徽・河南省境などで激しかった。奴変の中には、身分の解放とともに、士大夫と庶民の身分差別の廃止を要求するものもあった。奴変を鎮圧した清は、のちに庶民にも奴僕の使用を許可し、金銭による人身売買も許可した。これは、明の時代に横行していた非合法な人身略奪や人身提供を禁止する措置でもあり、自分の身柄を金銭で買い戻すことを可能とした。こうして奴変は奴僕の廃止を実現できなかったが、固定的だった奴僕の立場に変化をもたらした。

## 経済
明末からの戦乱と人口減少によって経済活動は大きく縮小しており、中国経済は1750年まで明末の水準に達しなかったという説もある。清では、少数である満洲人が多数派である漢人を統治するために、物資の不足が生じないように政策が進められた。新大陸から流入した作物の普及、小額取引を円滑にする銅貨（銅銭）の発行量増加などがそれである。三藩の乱と清・ジュンガル戦争が終結すると、清は経済成長を続けて康熙帝・雍正帝・乾隆帝の3代は繁栄した。明からの税体系を変更して地丁銀制を実施し、減税にもかかわらず国庫金は増加した。明の時代から繁栄していた徽州商人（新安商人）や山西商人（晋商）は清政府とも結びついたが、清によって遼東や長城の情勢が安定したため軍需景気がなくなり、徽州商人の活動は縮小した。代わって拡大した満洲・中央アジア・ロシア国境の市場は山西商人や陝西商人が握った。

### 所得
16世紀から明末にかけて所得格差が拡大した。16世紀初頭までは高級官僚の資産は一般人の10倍ほどだったが、やがて20万両 - 30万両の中等商人や、100万両以上を持つ大商人も現れた。中でも徽州商人と山西商人が巨額の蓄財で有名だった。商人の他に、士大夫と呼ばれる各地の官僚・文人も国家財政から利益を吸い上げて蓄財をして、引退後に贅沢な暮らしをすることが習慣化した。農村が困窮する一方で都市は繁栄を続け、この経済格差がのちに明を崩壊させる農民反乱の一因となった。明末からの経済活動の縮小により、中国で最も豊かな地域である長江デルタの家族収入は、1820年になっても明の水準に達しなかったという説もある（ただし、同時代のイギリスとは同程度であった）。

### 農業・手工業
江南デルタは稲の穀倉地帯だが、明末においては重税の地域でもあり、小作料を払ったあとの米は1年分の食料にも不足する量だった。農民が納税用の銀を得るための副業として、養蚕と生糸の生産が盛んに行われた。生糸は重要な輸出品であったが、養蚕には手間がかかり、生糸をとる器具のために農民は借金をした。銀が軍事費として北方へ流れるために各地は銀不足で、銀を貸す商人に対して農民は弱い立場にあった。このため明末には農民の貧困についての記録が多い。加えて明末には水田の荒廃が進んだ。豊かになった地主が都市に住むようになって不在地主が増えたため、農村の実情を把握しなくなり水田の維持が困難となった。
16世紀から、アメリカ大陸原産のトウモロコシ、ジャガイモ、サツマイモが導入された。これらは山地の傾斜地や荒地で栽培できたため、稲や麦などの主要作物と競合せずに作れた。このため栄養状態が改善してゆき、国内の混乱が収まる17世紀後半からは人口増加につながった。また、トウガラシやタバコも同じ時期に普及し、換金作物の幅も増えた。

### 金融・財政
明の財政は初期には現物主義であったが、北方の防衛費として軍物資の代金を銀で収めるようになり、明末は銀を中心とした財政になった。北方での軍事費の増大によって大量の銀が運ばれて、全国で銀不足が起きた。銀不足によって税の滞納が増えると、困窮して逃亡する者が増えた。財政危機の対策として一条鞭法などの税制改革も行われたが、農村から徴税された銀は官僚や商人の懐に入り、銀不足は解消されなかった。農民に銀を貸すのは、典当業(zh:典當業)と呼ばれる徽州商人の質屋・金融業者であり、農民が自転車操業を繰り返す一方で典当業者は利益を蓄えていった。明は満洲対策の軍事費がかさむとさらに重税を課し、反乱の原因となった。
明は日本やアメリカから輸入される銀に依存していたが、海禁が強化された1650年代後半から遷海令が終了する1680年代まで銀の輸入が減り、物価が低落してデフレーションが深刻化した。

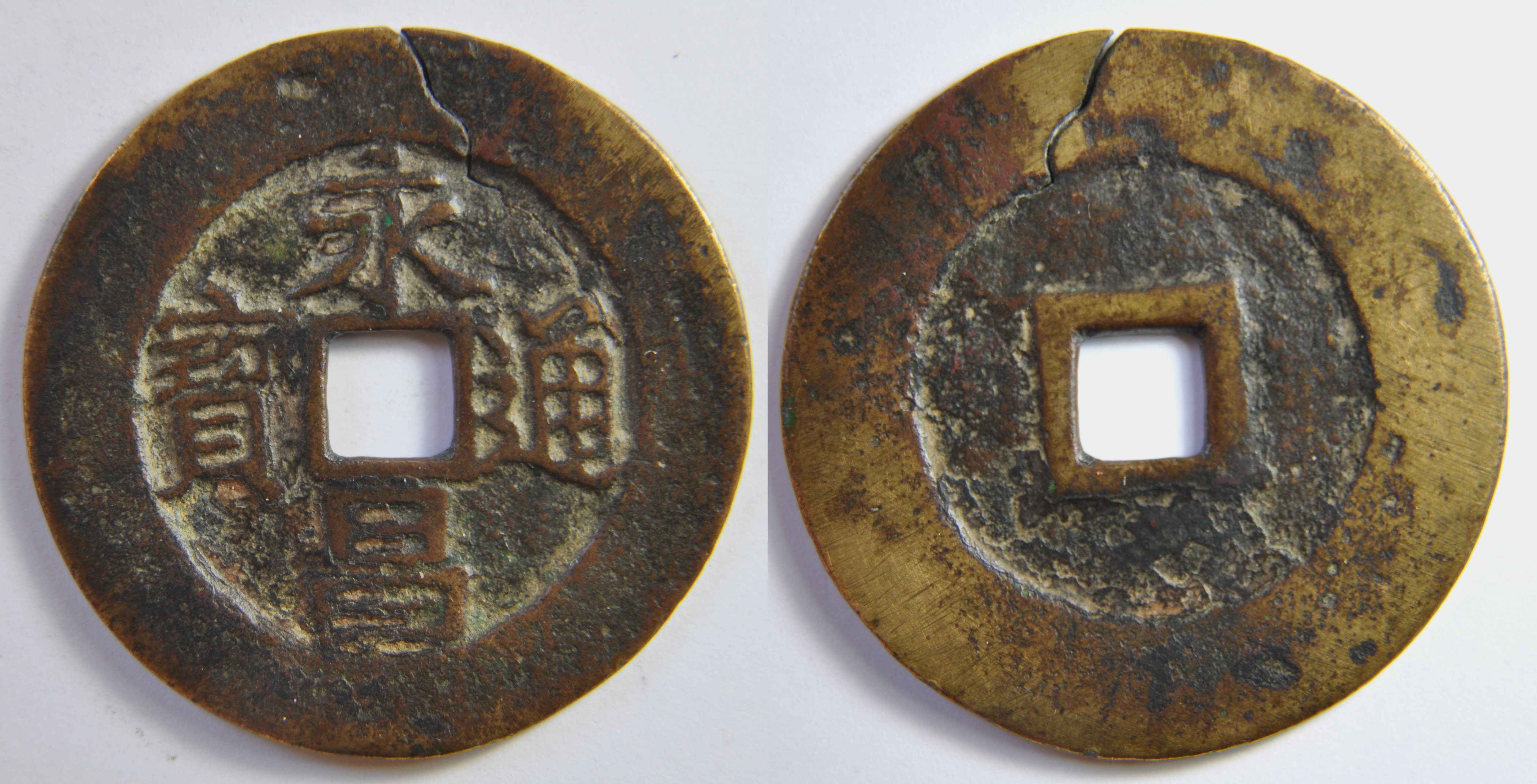
永昌通宝折五銅銭

明清交替時代は、各政権がみずからの正統性を主張するために銅銭を発行した。李自成政権の永昌通宝、張献忠政権の大順通宝、弘光政権の弘光通宝、隆武政権の隆武通宝、永暦政権の永暦通宝、魯王の大明通宝、呉三桂の昭武通宝や利用通宝などがある。
清は康熙帝の時代から銅貨を大量に発行して、各地で物資の交換に滞りがないことを計画した。雲南を中心として民間に銅鉱山を経営させて銅生産を増やしたが、遷海令の解除と貿易の再開によって銀の流入が急増すると、銀の比価が落ちて銭貴と呼ばれる現象が起きた。公定レートは銀1両＝銅貨1000文だったが実際は銅貨780から800文となり、銅貨の密造が増えた。清は密造対策として放本集銅という制度に切り替えたが、銅鉱山の経営が不利となったため鉱山が減少し、清は日本からも銅を輸入した。また、清は明が紙幣（宝鈔）を乱発してインフレーションを招いた点を参考として、初期は紙幣を発行しなかった。

### 貿易
明末は福建商人を中心に海上貿易が盛んになり、生糸や陶磁器を輸出して銀を輸入した。生糸はフィリピンや日本で2倍、アメリカでは4倍の価格となる高価な輸出品だったが、農民の家内制手工業によって安価に生産されていた（「農業・手工業」を参照）。明清交替の動乱によって清が遷界令を施行すると、強制移住と海上貿易の減少が経済に大打撃を与えた。
台湾の鄭氏政権が降伏すると、康熙帝は遷界令を解除した。施琅は台湾をオランダに返還して独占的な貿易拠点とする利益を狙ったが、1684年の展界令によって遷界令が取り消され、1685年から公式に貿易の再開が認められた。海関として、江海関・浙海関・閩海関・粤海関の4箇所で貿易が設立され、海禁前と比べると東南アジアの比重が高くなり、イギリス東インド会社が参加するといった変化があった。東南アジア貿易が盛んになるにつれて、海外に住み着く華人も増加した。清は明と異なり華人の出航貿易を放任し、華僑が急増した。

## 文化

### 自然科学・技術
明では、イエズス会の宣教師が布教のために訪れており、明の知識人はヨーロッパの知識人を西儒と呼んで交流した。マテオ・リッチと親交を結んだ徐光啓は、実用の学として『ユークリッド原論』を翻訳した『幾何原本』や、西洋天文学を翻訳した『崇禎暦書』を出した。技術書としては、宋応星が『天工開物』を書いており、徐光啓が西洋の農法をまとめた『農政全書』は彼の死後に出版された。清へと王朝が交替した時の暦は、アダム・シャールが改訂した時憲暦を使用し、シャールは天文台の責任者欽天監監正に任命された。清の科学技術書としては方以智が『物理小識』を編纂し、ヨーロッパからの知識も収録した。

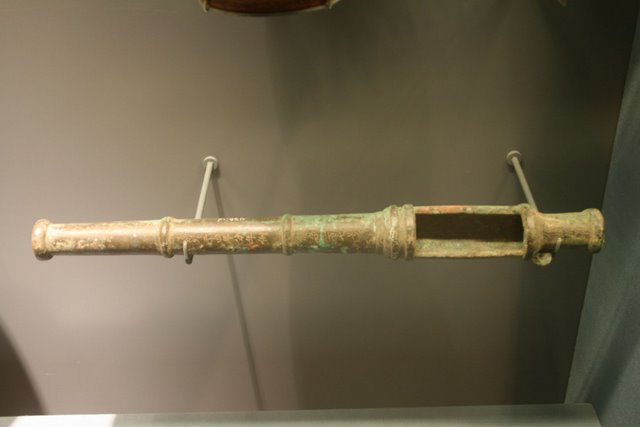
明の仏郎機砲（北京 首都博物館蔵）。

軍事技術では、明から清にかけて近代的な火器が普及した。明は16世紀前半にポルトガルが使っていた仏郎機砲と呼ばれる大砲を導入し、16世紀後半にはマスケット銃が鳥銃と呼ばれて導入された。明ではサルフの戦いで後金軍に敗北したことが動揺を呼び、徐光啓は国防計画を立案して私費でマカオからカノン砲を購入した。カノン砲は量産されて紅夷砲と呼ばれ、寧遠の戦いでも使用された。ヌルハチ時代の後金軍は火器の導入が明より遅れており、寧遠の戦いでは大砲の前に敗北した。ヌルハチの跡を継いだホンタイジは火器の充実をはかり、漢人の技術者に紅夷砲を製造させ、1641年に漢人兵の砲兵隊を創設した。このため漢軍は「重い兵」を意味するウジェン・チョーハ（ujen cooha、鳥真超哈）とも呼ばれた。しかし、清の支配が確立したのちは軍事技術の革新や生産は減少していった。

### 翻訳事業
1629年のヌルハチの命令により、重要とみなされた漢文の著作がダハイによって満洲語に翻訳された。翻訳された最初の著作は、満洲人が重視した軍事文献全てであった。軍事文献『呉子』や『孫子』、『六韜』や『素書』、『三略』であった。ダハイにより満洲語に翻訳された他の文献に明の刑法があった。ダハイはさらに『資治通鑑』、『三国志』、『大乗経』、『孟子』、『六韜』などの翻訳にも着手したが、早逝により完成しなかった。満洲人は軍務や軍事統治に関連する漢語の文献を重視し、ホンタイジが瀋陽で統治した時期に、歴史や法律、軍事理論に関する文献が満洲語に翻訳された。満洲語への翻訳は軍事を題材にした小説『三国志演義』から行われた。ダハイによる翻訳同様に、他の文学や軍事理論、法律文献がエルデニにより満洲語に翻訳された。

### 辮髪令

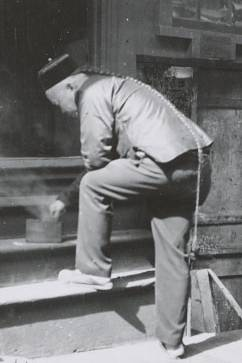
1900年頃のサンフランシスコの中華街の中国人男性。辮髪をする中国の習慣は、前頭部を剃り満洲人のように辮髪に髪を結ぶように全男性に命じたドルゴンの1645年7月の布告から来ていた。

満洲人の風習である辮髪は、後金の時代から漢人に求められた。ヌルハチは後金に従う漢人には辮髪を義務づけ、満洲人と漢人をともに住まわせた。後金から清政府になると、僧侶と道士をのぞく全ての男性は辮髪にする義務があった。漢人の風習は長い髪を束ねる髪型であったため反発を呼び、特に江南で激しい抵抗にあった。辮髪に従わない者には死罪で罰したため、「頭を留めんとすれば髪を留めず、髪を留めんとすれば頭を留めず」とも言われた。
1645年7月21日、江南地区を表面上は征服すると、ドルゴンは「自身の経歴で最も早まった発布」を行った。全漢人男性に前頭部を剃り、残りを満洲人のように辮髪に結ぶよう命じた。北京では理髪業者に通りを巡回させ、手当たり次第に髪を剃らせた。
辮髪令はドルゴンに胡麻をするために数多の漢人から提案された。新王朝への象徴的な服従政策は、満洲人が味方と敵対者を見分ける助けになった。漢人の官吏や知識人にとって、辮髪は儒教に反するために「屈辱的な退廃行動」であり、庶民にとって断髪は「精力を失うに等しかった」。
清が辮髪令を強制すると、清の支配に抵抗する漢人を団結させた。他方、清に帰順した漢人には、反対者を虐殺する者もいた。明の元将軍である李成棟は、同じ月に嘉定区で行われた3つの虐殺を指揮して都市の人口を激減させた。この虐殺は嘉定三屠と呼ばれた。江陰市では辮髪令がきっかけで住民の反乱が起き、富商の協力も得て約20万以上の清軍に対して81日間抵抗した。1645年10月9日に城壁が破られると、明の帰順者劉良佐に率いられた清軍は、「刀を鞘に収める前に城内を兵隊で満たせ」と命じられ、74000人から10万人を虐殺した。福州では明の元臣民は、当初は辮髪令に従うのに銀で埋め合わせたが、洪承疇将軍は1645年までに江南の住民に対して徹底的に政策を強制した。漢軍八旗は繰り返し辮髪令を強制する担当を割り振られ、地元住民が軍に嫌がらせを受ける中でしばしば揚州大虐殺のような虐殺をした。李成棟の漢人兵は、辮髪に反対する者を「蛮子」と呼び、強姦や拷問、虐殺をしながら「南蛮人は貴重品を譲れ」と言った。広州市では1650年の明一派や市民の虐殺は、漢軍八旗の将軍尚可喜や耿継茂の命令で清軍が行なった。

### 食文化
明から清にかけて、喫茶文化にも変化が起きた。明後期の雲南に関する全書である『滇略』によれば、雲南で産する普洱茶は西蕃（チベット）の遊牧民に定着しており、漢人の評価は低かった。しかし清になるとモンゴル人やチベット僧をもてなす機会が増え、漢人の製茶技術も高まって普洱茶も普及が進んだ。
アメリカ大陸原産の作物として、16世紀末からトウモロコシ、ジャガイモ、サツマイモが食べられるようになった。トウモロコシは福建・甘粛・雲南のルート、サツマイモはルソン・雲南のルートで中国へと入って普及していった。トウガラシはマカオなどから入ったとされており、当初は高価だったコショウの代用として栽培が進んだ。のちにトウガラシは四川・湖南を中心として料理に使われた。
中国では8種類の珍味や食材を指す八珍という言葉があり、清の時代になると八珍が拡張されて四つの八珍＝32種類の珍味が宴席料理となり、満洲人と漢人の食材を集めた料理として満漢全席が成立した。さらに宴席料理の順位も整備され、満漢全席の下に燕菜席・魚翅席・海参席・蝦乾席・三糸席が作られた。これらの料理の多くが乾燥した海産物を軸にしており、大量の海産物の乾物を輸入するようになった。

### 出版
明末の嘉靖帝・万暦帝の時代に出版点数が急増した。明末までは古典が多かったが、明末からは書き下ろしの新刊が増加した。出版業によって生計を得る人々も現れた。出版者も変わり、それまで主体だった官刻（官署による出版）から、家刻（個人の出版）や坊刻（書店による出版）の比率が高くなった。また、大規模な叢書が多数刊行されて閲覧が難しかった書物を読みやすくなり、清の時代に盛んになる考証学の基礎となった。
官僚や科挙の受験生に加えて商人や生員（学生）の読者が増えて、書物が安価となっていた点も影響した。書物が安価となったのは、竹紙という紙の大量生産が原因であった。竹紙は安く破れやすいために装丁が胡蝶装から線装となり、大量生産を可能とした。大量化にともなって分業が進み、版木を分業で彫りやすくする字体として明朝体が完成した。

### 思想

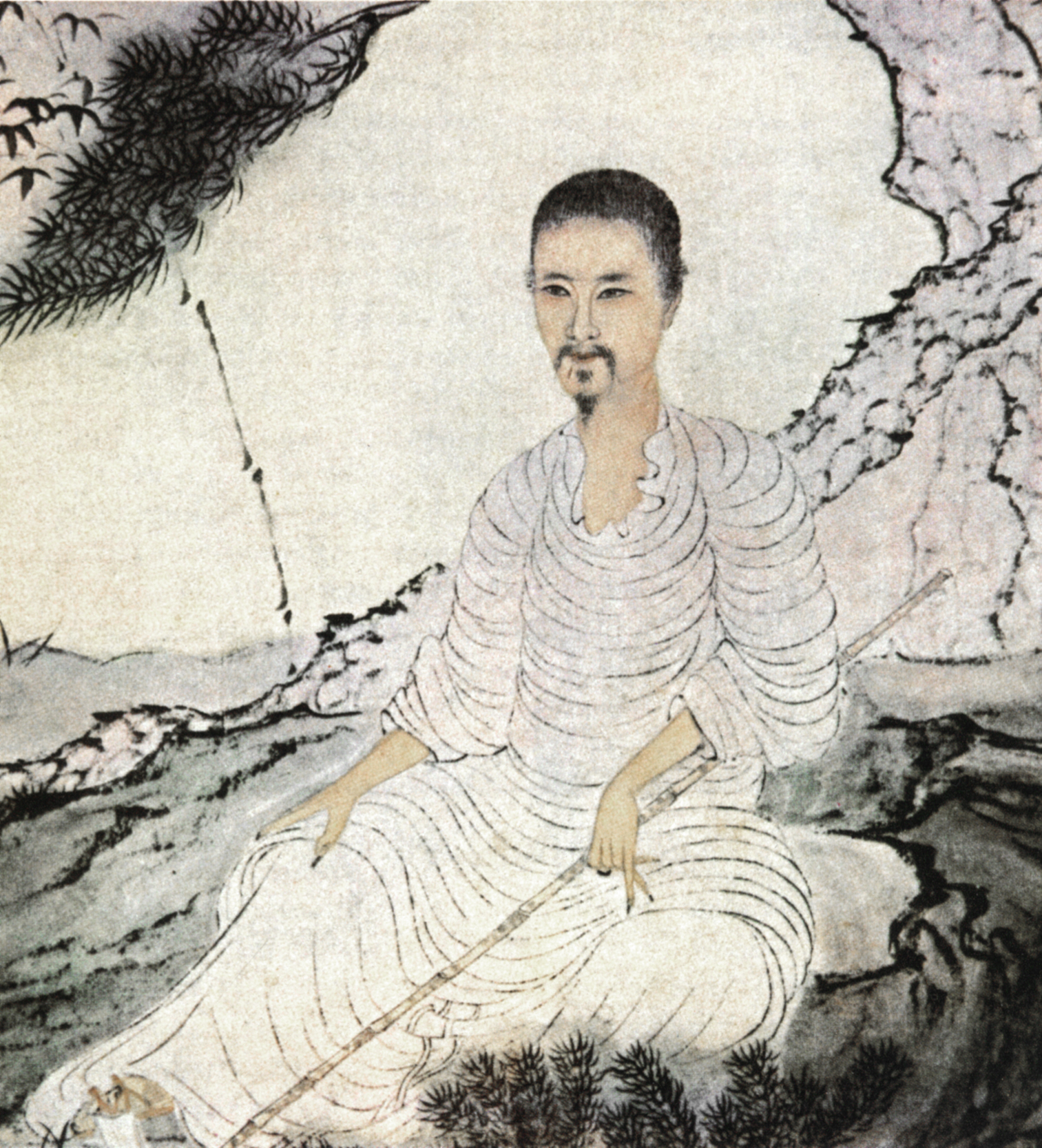
石濤（1642年 - 1707年）は明の皇族に関係があり、清への忠義を拒否した多くの芸術家や作家の一人であった。石濤の1674年の詩『自写種松図』は、明の復興をほのめかしたという説がある

伝統的な知識人階級である士大夫は、明の敗戦によって実践的・道義的問題に直面した。すなわち、儒教の教えは忠を強調したが、良き儒者が忠誠を誓うべきは没落した明か、それとも新政権の清かという問題である。画家で明の遠縁の宗室である八大山人のように世捨て人になった者もいれば、孔子の末裔を名乗った孔尚任のように清政権を支持した者もいた。
清の初期の思想家には、黄宗羲・顧炎武・王夫之に代表されるように、心中は明に忠誠を誓う人々も多くいた。こうした人々は遺民、遺老などと呼ばれた。一部は明末期のゆるみと贅沢に反発して、注意深い逐語的な研究と批判的思考を強調する考証学に転じた。黄宗羲（明滅亡時は35歳）は体制批判を含む思想によって『明夷待訪録』を書いた。顧炎武（明滅亡時は32歳）は復社という政治結社で活動して、戦後20年近く各地で放浪生活を続けてから研究生活に入り、『日知録』や『音学五書』などを書いた。王夫之（明滅亡時は26歳）は永暦帝の政権にも参加したが廷臣の腐敗に失望して去り、郷里で研究をして『資治通鑑』の研究書『読通鑑論』や、『春秋』の研究書などを書いた。
亡命者
知識人の中には日本へ亡命した者もおり、朱舜水は水戸藩に迎えられて徳川光圀など水戸学派の学者たちと交流をした。福建出身の僧である隠元隆琦は、徳川家綱に招かれたのちに山城国で黄檗山万福寺を創建した。

### 文芸
孔尚任は『桃花扇』という戯曲を書き、明は道徳が堕落したために没落したとした。詩人の中には、自己の感情と明末の史実を作品によって表現する者がおり、清の時代には多くが禁書とされた。明末清初の詩人は現代の学術界でも注目を浴びている。ほかにも詞の復興に貢献した江左三大家である龔鼎孶、呉偉業、銭謙益がいた。
小説においては、娯楽作品としての白話小説の形式が完成された。明末に『三国志演義』、『水滸伝』、『西遊記』、『金瓶梅』などの長編小説が、100話から120話など現在よく読まれる構成にまとめられた。短編小説でも馮夢龍の『三言』などが刊行された。小説が普及した原因として、それまで講談や演劇にもなっていた作品が書物として大量に読まれるようになった点がある。読者や改作者の中心は、士君子と呼ばれる知識人層だった。
清政府は官僚と文学者に対しては、文学の選集や批評の作成を奨励し、満洲文学の発展や古典を漢文から満洲語に翻訳することも支援した。しかし、反清復明という言葉は依然として多くの人の口に上っていた。

### 教育・歴史記述
女真は、ヌルハチが八旗を再組織した際に、満洲の無関係な氏族のグループから人為的に作られた。彼らは新たな満洲のムクン（mukun、氏族）を形成し、ハラ（hala、氏）として地名など地理的な起源の用語を用いた。女真と満洲の氏族の起源譚が整合性を欠いたため、清は満洲の諸氏族の歴史を創造し、文書化・体系化しようとした。アイシンギョロ氏の起源にまつわる伝説は、中国東北地方の神話を題材として創作され、『満洲実録(manju i yargiyan kooli)』に記録された。
ホンタイジによるジュシェン（女真）からマンジュ（満洲）への改名は、満洲人の先祖建州女真が漢人の支配を受けた事実を隠すことにあった。満洲人のアイシンギョロ氏が明に支配されていた記録を公衆の目に触れることを禁じ、清の宮廷に「清太祖五皇帝実録」と「満洲実録図」（太祖実録図）の初版本を注意深く隠した。明の時代の朝鮮人は、朝鮮半島北部の女真の居住地を「上国」と呼んだ。清は明との関係を慎重に隠すために、『明史』から女真（満洲）が明に仕えていたことを示す記述を除外した。このために明実録は明史の出典に使われなかった。清の建国者が明の従者であったという明史での言及を拒否することは、反乱の非難を避ける意味合いがあった。
清政府は統治に合法性をもたせるために、1652年に民衆教化の方針を出し、教育政策を進めた。また、王陽明については没後に弾劾を行い、他方で義学と呼ばれる寄付金で設立する学校を推進した。征服された側の体験者の記録としては、『揚州十日記』や『嘉定屠城紀略』があったが、清の時代では流通が許されなかった。

## 影響

### 「中国」という名称

満洲語の「中国」

明を征服した後、清は自国をドゥリムバイ・グルン（dulimbai gurun）とも呼ぶようになった。満洲語で「中国」の意味であり、「ドゥリムバイ(dulimba-i)」が「中の」で「グルン(gurun)」が「国」である。清はさらに、漢文と満洲語における「中国」を自国の領土、すなわち現代の新疆、満洲、モンゴル、チベットなどの地域を含む領土と同義であるとした。これは中国が漢人の地域のみを表すのではなく、漢人と非漢人の両方で構成される多民族国家であるという考えを意味した。これ以降、清は公文書、国際条約、外交などで自国を指す言葉として「中国」を用い、中国の文（ドゥリムバイ・グルン・イ・ビトヘ、dulimba-i gurun-i bithe）は漢語や満洲語、モンゴル語を指し、中国人（ドゥリムバイ・グルン・イ・ニャルマ、dulimba-i gurun-i niyalma）という用語は、清の満洲人やモンゴル人、漢人の臣民全てを指した。

1820年の清

清はハルハや内モンゴル、オイラトなど国外の民族を、国内の漢人と統一して清の支配を受ける「一家」と見なす思想を広め、その思想を示すために「中外一家」や「内外一家」といった語彙を使用した。また、1727年に清とロシア帝国の間でキャフタ条約が締結されたが、逃亡者の相互引き渡しに関する条項において清の臣民は「中国（ドゥリムバイ・グルン）人民」と呼ばれた。清の官僚トゥリシェンはヴォルガ・トルグート部に派遣され、部族長アユーキ・ハーンと会談した。トゥリシェンが当時を記録した『異域錄』（1723年）では、トルグートがロシア人と似ていないものの中国人（満洲人）には似ていると記述されている。1759年に清・ジュンガル戦争が終結してジュンガルが敗北を喫したとき、清はジュンガルの領土がドゥリムバイ・グルンの領域に併合されたと満洲語の記念碑で宣言した。

### 皇位継承
明から清にかけて、皇帝の継承システムにも変化があった。明では皇帝の存命中に、儒学にもとづいて嫡長子を皇太子に指名した。清では、後金時代から皇帝の死後に有力者の合議によって決定されていた。雍正帝以降は、皇帝存命中に皇太子を決定するが名を公表しない太子密建となった。明の制度は皇族の対立を抑止する効果があったが、皇太子時代から周囲に利権がらみの人脈が形成されて人格に悪影響を与えた。清の制度は皇族の対立が起きやすかったが、候補者となるための努力が必要とされた。

### 災害
明末には旱魃、洪水、イナゴによる飢饉が起きており、特に1639年から1642年頃には全国的な飢饉が起きた。この時期は東アジアの他の地域でも飢饉が起きており、日本では寛永の大飢饉の時期にあたる。穀倉地帯も飢饉によって生産力を失ったので、長江デルタの都市部や沿岸の南東部、北西部は、全て飢饉に襲われた。以下は飢饉の一例である。
湖広行省では1636年の大規模な旱魃が黄陂区を襲い、疫病や蝗害、飢饉がいたるところで起きて、1641年には北部へ拡大した。死体が生存者にとっての唯一の食糧であった。江西省・浙江省では1637年の大規模な飢饉で人々は土壌や消化できるものを口にした。南直隷（江蘇省・安徽省）では1641年から1642年にかけて災害が二度襲い、大運河から拡大した。人口の減少で農作物が耕作されず、飢饉はさらに悪化した。浙江省の北部では10人中9人が死亡した。湖州市では1640年から1642年にかけて人口の3割が疫病や飢餓で死亡し、田園地帯が飢饉で打撃を受けた。杭州市は1640年から1642年にかけての飢饉で人口の50%を失い、貧民は昆虫の繭やカイコを食べ、金持ちは薄い粥を食べた。河南省が1641年に疫病の蔓延に襲われた際には、10人中3人しか生き残れなかった。

### 人口
李自成と張献忠が率いる反乱、および清による侵攻は、中国史上最も破壊的な戦争の一つであった。破壊の例に揚州大虐殺があり、（現代では誇張とみなされているものの）女性や子供を含む約80万人が虐殺された。清は揚州や広州のように抵抗した都市では虐殺を行ったが、北京や南京のように降伏した都市では虐殺を行わなかった。例えば、南京では官僚全員が降伏して寝返った。一方、四川省では張献忠が屠蜀と呼ばれる虐殺を行い、60万から600万人の市民を殺した。また陝西省では明の末期より大規模飢饉が発生しており、張献忠と李自成が反乱を起こす原因となり、反乱軍による残虐行為は中国北部に広がった。最終的には明清戦争を通じて約2500万人が死亡した。
三藩の乱が鎮圧されると人口は急増し、17世紀末には1億5000万人、18世紀末には3億人を超えた。理由としては、(1)人口調査によって正確性が高まった点。康熙帝は人口を正しく把握するために、人頭税（丁銀）の制度を変えて税負担が増えないようにした。(2)栄養状態の改善。16世紀までは農作物の端境期の死亡率が高く、慢性的な栄養不足の状態にある人々が多かったが、作物の変化など17世紀後半から改善された。

### 都市と市民
明末から清にかけては都市化が進み、都市の住民が行政に参加するようになった。商工業の発達とともに都市の人口が急増して、明清時代の史料では都市の住民はしばしば「市民」と呼ばれた。ここでの市民とは市井の民（市街の人々）であり、農村部の人々を指す郷民に対する呼称であるため、ヨーロッパ都市における市民権を持つ階層とは異なる。明末からは、こうした市民が政治的な集団として行動するようになった。商工業者の上層の人々は都市に帰属意識をもち、各県の官僚とは別個に都市の行政に参加して近代市政を築いた。しかし大半の市民は行政に参加できず、時には暴動を起こした。特に中下層の市民は、主食である米価に反応して米騒動を起こした。それまでは農民が中心だった中国の民衆反乱は、都市住民の影響を受けることとなった。各地で税や宦官に対する暴動が起き、都市では万暦帝の時代の杭州民変や臨青民変などが有名である。
都市の住民は、現代における労働争議に近い面をもつ騒動も起こした。蘇州では明末から機織をする職工が多数おり、万暦帝の時代には失業した職工が暴動し、清初の康熙帝の時代には1670年をはじめとして職工が賃上げを要求して作業放棄を起こした。度重なる要求によって賃金は上昇し、米価に合わせてスライドで賃上げをするようになった。

### 八旗
ヌルハチやホンタイジの時代には、亡命して満洲八旗となる漢人がいた。のちに撫順ニカン（尼堪）と台ニカンになる遼東半島出身の漢軍八旗が、女真に亡命する1618年から1629年の間のことであった。漢人に起源をもつ満洲氏族は、元々の姓を使い続け、清の満洲氏族一覧で漢人起源のものとして記録された。
また、順治帝の時代以降、東北部に移った八旗には内地から編成された漢人も多数おり、東北部の満洲八旗の半数近くが漢人だった。康熙帝の時代には盛京の漢軍八旗が数千人削減されたが、この人たちは退役後も旗人の身分を持ったままで農民となった。漢軍八旗の選り抜き部隊の中には皇室付きの者もおり、満洲八旗に大挙して移行した。タイ・ニカン（tai nikan、台尼堪）とフシ・ニカン（fusi nikan、撫順尼堪）の漢軍八旗は、乾隆帝の命令により1740年に満洲八旗に移行している。
八旗は、皇帝から支給された土地（旗地）を使って生活費や軍馬などの費用を負担する制度だった。しかし旗人の経済は三藩の乱の後に奢侈が進んで次第に破綻し、雍正帝の時代になると、旗人は清政府から費用を支給されて生計を立てるようになった。このため雍正帝は八旗を改革した。

### 台湾

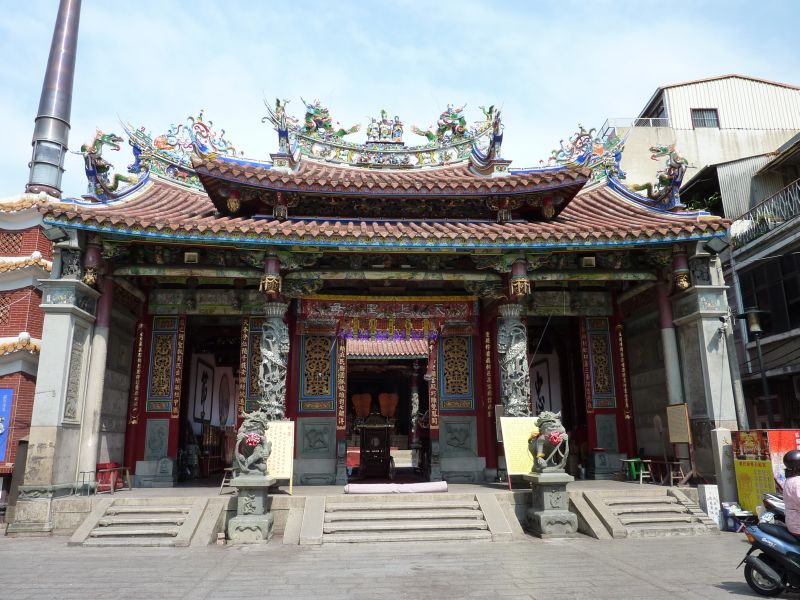
大天后宮三川門

台湾は、オランダの入植時代には貿易拠点であったが、鄭氏政権が樹立してから漢人の人口が急増した。平地の開発が進んで森林は水田となり、漢人社会が定着して台湾先住民はほとんどが山地で暮らすことを余儀なくされた。鄭氏政権に仕えていた台湾先住民の部隊である藤牌営は、政権が清に降伏すると清軍に加わり、のちに清露国境紛争に従軍して、アルバジン砦のロシアコサックに対して戦った。台湾に残っていた17人の明の皇族はほとんどが清によって大陸に送り返され、そこで余生を過ごした。
鄭氏政権の宮殿は1683年に施琅の本営として使われたが、施琅は台湾で続く抵抗を鎮めるための宣伝方法として、宮殿を媽祖廟に転換するよう康熙帝に請願書を提出した。媽祖は航海の守護神であり、康熙帝は翌年大天后宮として開所することに同意した。康熙帝は清の侵攻に対する媽祖の神徳に感謝して、従前の「天妃」から「天后」に神位を進めた。こうして台湾は媽祖信仰にとって重要な場所となった。

### 朝鮮
朝鮮は明と冊封関係にあり、後金が明と戦う際には障害となった。軍事面では明の武将である毛文龍が皮島で抵抗を続けて後金を後方から攻撃し、経済面では明との戦闘によって後金は物資が不足した。解決策として後金は朝鮮を攻撃して明との関係を変更させた。朝鮮は後金と冊封関係を結び、朝貢貿易が行われた。清の初期には、国境開市と呼ばれる市場によって民間の貿易も進み、順治帝の時代に詳しく規定された。

### 琉球王国
明との冊封関係で、最も経済面で利益を得ていた国が琉球王国だった。明から朝貢貿易の回数や船の提供などで優遇を受けて琉球貿易は繁栄したが、薩摩藩の琉球侵攻によって朝貢の回数が減ると経済面で打撃となった。尚賢王の即位によって冊封を求める使節（進貢使兼請封使）を明に送ったが、1644年に福州に着いた時には、すでに清が北京を占領していた。使節の金応元らは南京に行き、南明の弘光政権から冊封を認められた。しかし弘光政権は崩壊し、続いて隆武政権から冊封を受けるが、これも短命に終わった。金応元らと入れ替わりに来た琉球使節の毛泰久や金正春らは、清に冊封する方針に変えて、順治帝から了承を得る。しかしその後の交渉は難航し、尚賢王を継いだ尚質王の冊封は、康熙帝の時代まで延期された。冊封を受けた琉球は清と朝貢貿易を行い、18世紀中頃から海産物の輸出が盛んになった。北海道のコンブが琉球経由で清に輸出されるようになると、沖縄料理にもコンブが使われるようになった。明の時代から琉球にいた中国系の人々は、琉球社会に同化が進んだ。

### 東南アジア
明清交替の時期には、清の支配を逃れて東南アジアに逃れる華人がおり、定住する者もいた。東南アジアの物産が中国へ輸出され、18世紀から貿易量が急増すると東南アジアで暮らす華人も増えた。特に清が遷界令を解除してからは、福建省や広東省の華人が進出し、大陸の人口増加が移住を後押しした。出稼ぎや移住の際に信用を得るために郷党（同県、同府州、同省、近隣省など）のネットワークが活用され、各都市には郷党にもとづく会館が建設された。華人は16世紀後半のマニラ（フィリピン）をはじめとして、バタヴィア（ジャワ）、マラッカ、アユタヤ（タイ）などに進出した。現地で定着した層として、フィリピンではメスティーソ、ジャワではプラナカン、マレーではババ・マレーなどの呼称も生まれた。

### ヨーロッパ
明の時代から交流していた国として、台湾に関わったオランダのほかに、ポルトガルやスペインがある。ポルトガルはマカオを拠点として日本と明を結ぶ南蛮貿易を行い、スペインはアメリカのヌエバ・エスパーニャ副王領から銀を輸出し、フィリピンを経由して明とガレオン貿易を行っていた。メキシコには中国からの生糸が運ばれて絹織物が盛んになり、スペイン本国の絹織物業にとって打撃となった。このためフィリピンとヌエバ・エスパーニャの貿易を制限しようとする論争も起きた。
清の北京占領後は、ヨーロッパからも清に働きかけるようになり、1667年にフランス人が到着し、1667年にポルトガルからの使節が送られ、1699年にはイギリス東インド会社が広東で貿易を始めた。明清交替の記録として、イエズス会士のマルティノ・マルティニによる『タルタリア戦記』や、ヌエバ・エスパーニャの司教であるホアン・デ・パラフォックスの『タルタル人のチナ征服史』などがある。

### ロシア
1644年の北京占領で満洲人が内地に移住した頃に、ロシアはアムール川流域に到達した。清とロシアは清露国境紛争を起こし、清はロシアからの略奪を防ぐために住民の移住を行なった。三藩の乱によって満洲の八旗が移動して満洲の兵力が減ると、清は黒龍江の先住民を八旗に編入した。ネルチンスク条約の締結によって紛争は終結し、のちにキャフタ条約によって清とロシアの貿易も行われた。

### 日本
明清交替がなされた1644年は、日本では徳川家光の時代だった。江戸幕府は鎖国政策をとっていたが、南明からの救援の要請が日本にも来た。1645年には水師の崔芝、1658年には鄭成功や魯王からの要請があった。いずれも幕府は要請には応えなかったが、情勢は幕府の関心を引き、情報の収集が行われた。当時は中国から来航する船を唐船と呼び、長崎奉行は唐船から集めた情報を唐船風説書という記録にまとめて幕府に報告した。儒官の林鵞峰と林鳳岡は唐船風説書をもとに、1644年から1671年までの情報を『華夷変態』という書物に編纂した。題名は、華（明）から夷（清）への変動を意味する。幕府は明清交替の情報を正式には公開しなかったが、民間にも情報は伝わっており、近松門左衛門は鄭成功をモデルにした浄瑠璃『国姓爺合戦』を書いた。当初は清を「韃靼」と呼んでいたが、三藩の乱が鎮圧される頃には「大清」と呼ぶようになり、大清静謐や大清平治などと表現された。徳川吉宗は清初から康熙帝時代の漢籍を収集して清の研究を進め、康熙帝を聖天子と呼び、その統治を仁政と評価した。

### 辛亥革命への影響
明から清への移行期の残虐行為の記録は、清が滅亡する際に満洲人に対する虐殺の推進に用いられた。満洲八旗と家族は、革命期に中国各地の八旗駐屯地数か所で虐殺され、虐殺の一つは西安で行われた。回民のムスリム社会は、1911年の辛亥革命のための支援で分断された。陝西省の回民は革命を支持し、甘粛省の回民は清を支持した。西安（陝西省）の回族は、西安の2万人の全満洲人を虐殺することで漢人の革命に参加した
。馬安良将軍が率いる甘粛省の回民は清の側に立ち、西安市の反清革命を攻撃する準備をした。身代金を要求された一部の豊かな満洲人と満洲人の女性だけが生き残った。豊かな漢人は、満洲人の少女を奴隷にし、貧しい漢人の兵隊は、若い満洲人の女性を妻にした。満洲人の少女も虐殺期に西安の回民に捕えられ、ムスリムとして育てられた。

## 年表
- 1607年 - ヌルハチが後金を建国。
- 1618年 - ヌルハチが明に対する七大恨を掲げる。
- 1619年 - サルフの戦いで後金軍が明軍に勝利。
- 1626年 - ヌルハチ死去。ホンタイジが後継者として即位。
- 1627年 - 後金軍が朝鮮王朝を攻撃（丁卯胡乱）。
- 1628年 -陝西地方で王嘉胤が農民反乱を起こす。
- 1631年 - 高迎祥が王嘉胤の跡をつぎ、李自成や張献忠らを従える。
- 1635年 - 女真が満洲に改称。
- 1636年 - ホンタイジが国号を後金から清に改称。
- 1639年 - 1642年 - 全国規模で飢饉が起き、農民反乱が拡大する。
- 1642年 - 松山の戦いで清軍が勝利。洪承疇が清軍に投降。
- 1643年 - 李自成の農民反乱軍が西安を占領。
- 1643年8月 - ホンタイジが死去。順治帝が即位。
- 1644年2月 - 李自成が西安で順を建国。
- 1644年3月19日 - 李自成軍が北京を占領。
- 1644年4月25日 - 崇禎帝が自殺。明、滅亡。
- 1644年5月27日 - 呉三桂がドルゴンに投降。一片石の戦いで清軍が李自成軍に勝利。
- 1644年6月6日 - 清軍が北京を占領。
- 1644年6月19日 - 崇禎帝の最初の従兄弟である福王朱由崧が、南京で弘光帝として即位。
- 1645年6月 - 清軍により李自成が死亡。
- 1645年4月-5月 - 揚州大虐殺。
- 1645年6月 - 清軍が南京を占領。
- 1645年8月 - 朱聿鍵が隆武帝に即位。
- 1646年10月 - 清軍により隆武帝が死亡。
- 1646年12月 - 隆武帝の弟の朱聿𨮁が紹武帝に即位。朱由榔が永暦帝に即位。
- 1661年 - 順治帝が死去。康熙帝が即位。
- 1661年 - 清が遷界令を施行。
- 1662年 - 清軍により永暦帝が死亡。
- 1662年 - 鄭成功が台湾でオランダに勝利。鄭氏政権を樹立。
- 1673年 - 三藩の乱。
- 1681年 - 清軍が三藩の乱を制圧。
- 1683年 - 清軍が澎湖海戦で鄭氏政権に勝利。鄭克塽が康熙帝に降伏。